# Reimholz Péter
Reimholz Péter (Budapest, 1942. június 3. – Budapest, 2009. október 9.) Kossuth- és kétszeres Ybl Miklós-díjas magyar építész, belsőépítész, egyetemi tanár.

## Életpályája
Toldy Ferenc Gimnáziumban érettségizett 1960-ban. Osztályidegen származása miatt csak 1962-ben kezdte el a Magyar Iparművészeti Főiskolát, először ipari formatervező szakon. 1965-ben átiratkozott a belsőépítész szakra és itt szerzett diplomát 1967-ben. (Tanárai/mesterei: Jánossy György, Jurcsik Károly, Szrogh György, Németh István, Vámossy Ferenc) Már diplomatervével megkezdődött szakmai sikereinek sorozata: Az UIA nemzetközi pályázatán Honorable Mention minősítést kapott és a Magyar Építőművészet folyóirat hatoldalas cikket közölt a tervről, amely egy vároldali lakóegyüttes volt. 
1967-ben kezdett dolgozni az Ipari Épülettervező Vállalatnál, először hat évig Gulyás Zoltán mellett (akit szintén mesterének tekintett), később ugyanitt egy másik műteremben. Ezekben az években tervezték Lázár Antal fiatal kollégájával a budapesti és a székesfehérvári Domus Áruházakat. 1970-72 között elvégezte a Mesteriskola I.ciklusát (ld. Fiatal Építészek Köre). 1985-ben az "A" irodából alakult MATERV nevű 100 fős tervezővállalat vezető építésze, majd 1989 és 1992 közt igazgatója lett. Végül 1997-ben W6 Kft néven kis irodát alapított három-négy munkatárssal.
Iparterves évei alatt kiemelt megbízója volt a VIDEOTON, több megvalósult és megvalósulatlan tervet készített Székesfehérvárra a vállalatnak.
A nyolcvanas években két jelentős művelődési intézmény került ki a keze alól Nézsán, ill. Balassagyarmaton.
Később a Skála Coop Rt-től kapott sok – különböző léptékű – megbízást országszerte, majd a Generali Biztosító két székházát tervezte vidéki városokba. 
Folyamatosan voltak megbízásai családi és nagyobb lakó-, ill. irodaházakra, valamint szállodákra is.
Azon ritka építészek közé tartozott, aki teoretikusan is foglalkozott a szakmával: sokat gondolkodott, írt. Bár hivatalosan sohasem publikált, épületeit és elméleti munkásságát mindvégig a szakma érdeklődése kísérte. 
Reimholz egész életén át elkötelezetten tanított: A Magyar Iparművészeti Főiskolán (2005 után MOME) a belsőépítész szakon először tanársegéd, majd docens, egyetemi tanár, később rektorhelyettes volt. (Közben 1981-től 1994-ig a Mesterképző Intézet műterem-vezetője, 1999-től 2009-ig a Doktori Iskola vezetője és a Doktori Tanács elnöke). Meghatározó személyiség, akinek világlátása és munkája mély nyomot hagytak az intézmény életében. (Tervezési munkákat is kapott az iskolától.)
1985-től 1999-ig a Mesteriskolán tanulmányi bizottsági és vezetőségi tag volt. Rövid ideig tanított a BME Építészmérnöki Karán is. Reimholz Pétert építészgenerációk tekintették iránymutató mesterüknek.
1967-től tagja lett a Magyar Építőművészek Szövetségének, majd 1996-tól a Magyar Építész Kamarának, mindkét helyen tisztségeket vállalt. Szerkesztőbizottsági tagként évekig részt vett a Magyar Építőművészet című folyóirat szerkesztésében. Mindezeken kívül tagja volt a Magyar Művészeti Alapnak is. Többek között a MÉSZ képviselőjeként szerepet vállalt pályázati zsűrikben, illetve rendszeres munkát végzett az Építészeti és Városrendezési Szakmai Bizottságban. Egész életén át kitartóan vett részt jelentős szakmai zsűrikben, diploma-bizottságokban, mivel felelősséget érzett saját szakmája iránt. 
2003-ban DLA fokozatot szerzett. 
Reimholz gyerekkorától haláláig a Budai Vár oldalában lakott. Fel is épült itt hét háza. A Vár különleges szeretetéből adódóan mindvégig kegyelemként tekintett e megbízásaira. (1992-ben – két kollégájával együtt – kiadtak egy tanulmányt a Keleti Várlejtő építészeti koncepciójáról.)
2009. október 9-én hajnalban otthonában halt meg, súlyos betegség után. Szintén ezen a helyen, vároldali lakásához nagyon közel volt a búcsúztatója (gyászmise) a Kapucinus templomban október 27-én, utána a veszprémi temetőbe – saját kérésére – csak a család kísérte el.
Az építészről 2022-ben jelent meg könyv a TERC Kiadó gondozásában (ISBN 9786155445811).
Művei (Írások, tervek és szabadkézi rajzok) a Lechner Tudásközpontban lesznek kutathatóak (Reményeink szerint 2023-tól)

Személyes hangon fogalmazott önéletrajza 1990-ben íródott:
(Ha tudnám, hogy ez a fogalmazványt úgy jelenik majd meg, hogy nyilvánvaló lesz: én készítettem, akkor szárazabbra és önironikusra fogalmaznám! R. P.)
„Reimholz Péter (48) építész munkássága a háború utáni magyar építészet azon ágához tartozik, amelyet az ún. nagy generációt (Janáky, Szendrői, Szrogh, Jánossy, Zalaváry, Jurcsik) követő középgenerációként tartunk számon. Szakmai törekvései közül legfontosabbnak azt lehet tekinteni, hogy a magyar építészet fővonalának szerves folytatását tudatosan vállalja, személyét, alkotásait mestereihez igyekszik viszonyítani, és szerteágazó oktatói tevékenységével az utána jövő generációval való kapcsolattartást is nagyon fontosnak tartja és megvalósítja.
Fentiek azonban nem gátolják meg abban, hogy nagy elmélyültséggel feltárja azokat a különbségeket is, amelyek az azonosság mellett a különböző korosztályokat megkülönböztetik. Reimholz a hetvenes évek teoretikus irányzatának egyik jellegzetes egyénisége (DOMUS Áruház). Feltételezései közül az tűnt legérdekesebbnek, hogy a műalkotások nyitottságukat – amelyet az adott időszakban követelményként írt elő művei számára – erős és autentikus poétikájuknak köszönhetik. Megfelelő színvonalú poétika kidolgozására nagy gondolati apparátust mozgósít. Tekintettel arra, hogy poétikája kidolgozott, művei sikeresek (Ybl-díjat kap).
Személyes fejlődése párhuzamosnak tűnik az építészet világméretű változásával, és figyelme egye inkább afelé a kérdéskör felé fordul, hogy a magyarországi viszonyok által determinált, rendkívül alacsony színvonalú megvalósítási lehetőségek ellenére elfogadható nívójú épületeket hozzon létre. Eredményei rendkívül kifinomult taktikai érzéket és pontos valóságismeretet sejtetnek. Épületei az anyagi valóság szintjén vállalják a hazai lehetőségek korlátait, de gondolatiságuk, poétikájuk nemzetközi porondon is helytálló; egyetemességre való törekvést mutatnak. A csillogó gondolat és a töredezett él, nehézkes formák egymásmellettiségét vállaló építészetet csinál. Megpróbál a szükségből erényt kovácsolni (Nézsai faluközpont).
Reimholz építészete és műveinek poétikája sem vonta ki magát az építészet posztmodern mozgalmának hatása alól, de munkáiban a formálás jelentősége a formák belső kontrolljának követelményével együtt növekszik (Öreghegyi lakótelep).
A 70-es években érdeklődése a strukturalista irányzat felé fordul (VIDEOTON szabadidőközpont). Az épületet olyan hierarchikusan strukturált egésznek ábrázolja, amelyben az egyes struktúraelemek szemiotikai és szerkezeti szempontból függetleníthetők, jelenlétük, minőségük ezáltal véletlenszerű (törvényszerűségüket a struktúrának köszönhetik): azaz a hazai építési gyakorlat bizonytalanságait és gyakran felmerülő értékrombolásait a mű képes magába olvasztani, esetleg még kifejezési lehetőségeket is találni ebben.
Strukturalista indíttatású, de általánosabb érvényű eredményre jut előbbi feltételezései révén: rájön, hogy a hazai építészet nem léphet fel a „műegész” igényével, nem számíthat tehát az egymással hierarchikus viszonyban levő, egyetlen gondolattal vezérelt építészeti formákra, elemekre; de új kifejezésekhez juthat – amely talán a műegésznél is fontosabb és általánosabb – azzal, hogy a környezet elemeit autonóm mivoltukban hagyja megvalósulni, és elrendezésükkel, viszonyuk szabályozásával hoz létre fontos kifejezéseket. Törekvései szerint tehát a figyelem elterelődik a tárgyi és anyagi valóságról a relációk érzékeny világába (Balassagyarmati gimnázium). Ez a kísérlete erős geometriai és formatervezési felkészültséget követel.
Műveiben egyre tudatosabban nyúl vissza történelmi mintákhoz, törekedve arra, hogy e minták helyett a köztük levő viszonyokra mutasson rá (Balassagyarmati gimnázium).
Iskolázottsága intenzív belsőépítészeti és tárgytervezési tevékenység alapját adja. Kis – üzlettervezési – feladatokban fontos kísérleteket végez a teljesen kézműves egyedi tér- és formaképzési megoldásoktól (Marc cipőszalon vagy INTERAG áruház) a rendszertervezési és gyártmánytervezési kérdésekig (Vitamin Porta). E tevékenységét Ipari Formatervezési Nívódíj ismeri el.
A legutóbbi időkben érdeklődése a városrendezési kérdések felé fordul. Az építészeti feladatokat mindig a településszerkezeti kérdések szintjére igyekszik emelni – és a belsőépítészeti tárgyformálási komplexitásig kézben tartani.
Reimholz Péter jelenleg egy állami tervezővállalat igazgatója, a cég kollektívájának megválasztott embereként tervezési tevékenységével párhuzamosan vezeti a vállalatot. Meg kell állapítani, hogy ma Magyarországon építészeti tettnek számít, ha egy épületterezéssel foglalkozó, közepes nagyságú kollektíva gazdaságilag is eredményesen tud a kreatív munkához, a nyugodt szakmagyakorláshoz helyzetet teremteni. A MATERV ilyen, amiben a kollektíva mellett Reimholz törekvéseinek oroszlánrésze van.”

## Díjai, elismerései
- 1975. Ybl Miklós-díj (III. fokozat, Lázár Antallal a budapesti Domus áruházért)
- 1989. Szocialista Kultúráért érem
- 1989. Munka Érdemrend ezüst fokozata
- 1994. Ybl Miklós-díj (több évtizedes kiemelkedő színvonalú építészeti és oktatói tevékenységéért)
- 1999. Budapest Építészeti Nívódíja (Hapimag Apartmanházért)
- 2000. Ipari Formatervezési Nívódíj (Vitamin Porta 26 üzletének rendszer- és arculattervezését)
- 2000. Kossuth-díj (Magas színvonalú iskolateremtő tervezői és oktatói tevékenységéért)
- 2000. Budapest Építészeti Nívódíja (Lázár Antallal a Siemens Irodaházért)
- 2001. Budapest Építészeti Nívódíja (Csomay Zsófiával közösen a Raul Wallenberg Vendégházért)
- 2001. Figyelő Építészeti díj[1]
- 2009. Magyar Ingatlanfejlesztési Nívódíj:Különdíj (Hapimag Apartmanházért)
- 2021. Posztumusz Moholy-Nagy-díj (Csomay Zsófiával közösen, mint a MOME oktatói)

## Megépült művei
- 1969. Többlakásos lakóház, Budapest I., Tárnok utca 13. (Gulyás Zoltán munkatársaként)
- 1970. Sorház, Budapest, Olt u 31.
- 1973. Medicor székház homlokzata, Budapest, XIII. Visegrádi utca (Gulyás Zoltán munkatársaként)
- 1974. Domus Lakberendezési Áruház, Budapest, Róbert Károly krt és Lehel út sarkán, 1974 (Lázár Antallal)
- 1976. Domus Lakberendezési Áruház, Székesfehérvár, Mátyás király krt 21. (Lázár Antallal)
- 1977. Videoton Kalapácspad-gyártó és Lakatosüzem, Székesfehérvár
- 1984. Kultúrház és faluközpont, Nézsa (részlegesen épült meg)

- 1984. Videoton Oktatási és Sportközpont, Székesfehérvár, Berényi út 101.
- 1986. Marc cipőbolt- portál és belsőépítészet, Budapest VI. (elbontva)
- 1986. Frutta (később Vitamin) Porta zöldség-gyümölcs bolthálózat 26 üzletének rendszer- és arculatterve
- 1987. MIF-Tölgyfa Galéria bejárati épülete, Budapest II., Tölgyfa utca (lebontva)
- 1987. Salamander cipőbolt – portál és belsőépítészet (elbontva)
- 1988. Neckermann Áruház- belsőépítészet, Budapest (elbontva)
- 1988. Ékes Ékszerüzlet- belsőépítészet, Budapest, Kossuth Lajos utca (elbontva)
- 1989. Interag áruház (elbontva)
- 1989. Selectronic bolt, Sopron (átalakítva)

- 1989. Művelődési Központ és Gimnázium, Balassagyarmat. Rákóczi Ferenc utca 25. (nem a teljes koncepció épült meg, a tornaterem helyi tervező munkája későbbről)
- 1989. Saját lakóházuk a Vároldalban (Csomay Zsófiával)
- 1990. Székesfehérvár. Öreghegyi lakótelep, Püspök Kertváros, Milleneumi út, Zobori út, Nyitrai utca között
- 1991. Magyar Iparművészeti Főiskola kollégiuma, Budapest, Zugligeti út (lebontva a MOME Campus építésekor)
- 1991. Családi ház tóparton, Budapest, Kelenvölgy (megépült)
- 1992. Generali Biztosító Irodaház, Miskolc
- 1993. Saját nyaraló, Balatonakarattya (Csomay Zsófiával)
- 1993. Goldberger textilgyár beépítési terv (másképp valósult meg; Ld Sun Palace lakóegyüttes, Budapest, III. Nagyszombat utca 1.)
- 1993. Skála-Metro áruház belsőépítészet, Budapest, VI. Nyugati tér (részben elbontva)
- 1996. Családi ház, Budapest, XI. Árnika utca
- 1998. 39 lakásos lakóház, Budapest, I. Logodi utca 44.
- 1999. SIEMENS irodaház, Budapest, XIV. Hungária körút 128. (Lázár Antallal)
- 2000. Hapimag Apartmanház a Budai Várban, Budapest, I. Fortuna utca 8.
- 2000. Raoul Wallenberg Vendégház a Vároldalban (Collegium Budapest), Budapest, I. Toldy Ferenc utca 8–10. és Szabó Ilonka utca 7. (Csomay Zsófiával)
- 2000. Lágymányosi híd pillérei és világítása (Hídmérnök: dr. Sigrai Tibor)
- 2002. Parkolóház, Budapest V., Reáltanoda utca 5.

- 2003. Logodi Center Irodaház, Budapest, I. Logodi utca 54.
- 2004. Generali Biztosító Irodaház, Debrecen, Piac u. 49.
- 2006. Családi ház, Üröm
- 2007. Családi ház, Budapest, III. kerület
- 2007. Lakóegyüttes a Vároldalban (Corvinus palace) Budapest, I. Szalag utca 22–30.
- 2008. Parkolóház, Budapest VII., Akácfa utca 60.
- 2008. Szálloda a Vároldalban (Hotel Castle Garden) Budapest, I. Lovas út 41.
- 2010. Szabadság téri szálloda (Iberostar Grand Hotel), Budapest, V. Október 6. u 6.

## Képgaléria

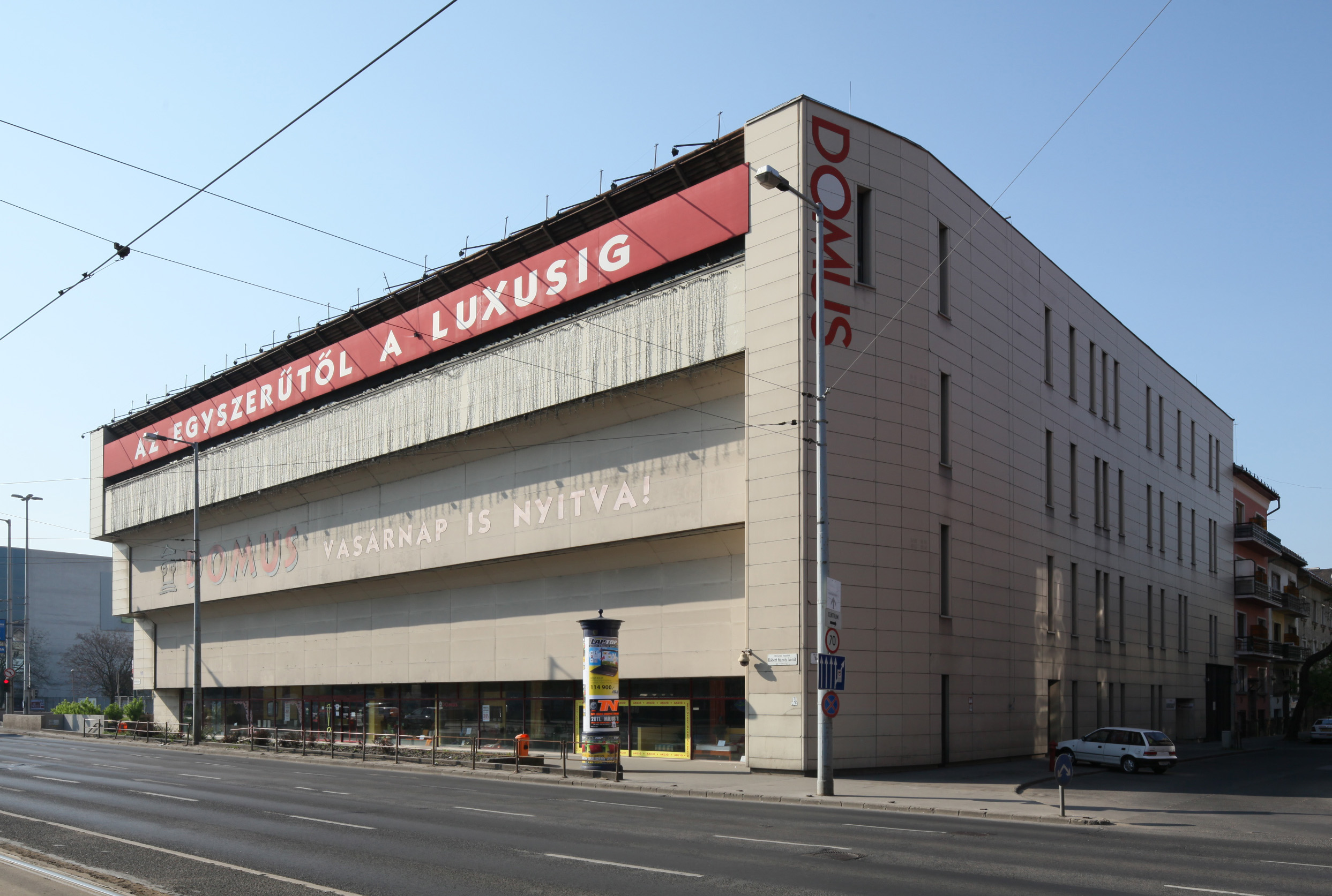
Domus Lakberendezési Áruház – Budapest – Róbert Károly krt – Fotó: Hajdú József
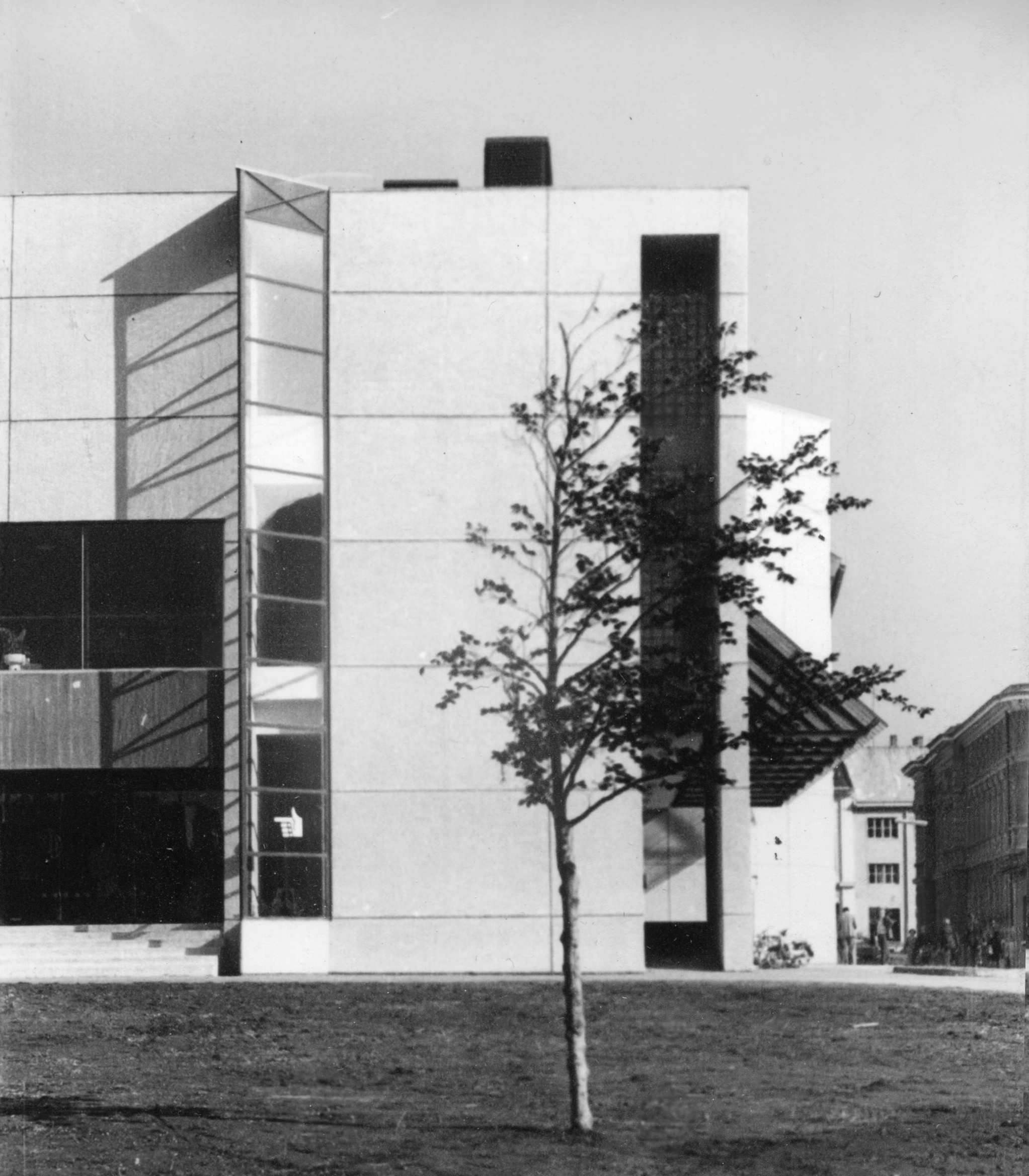
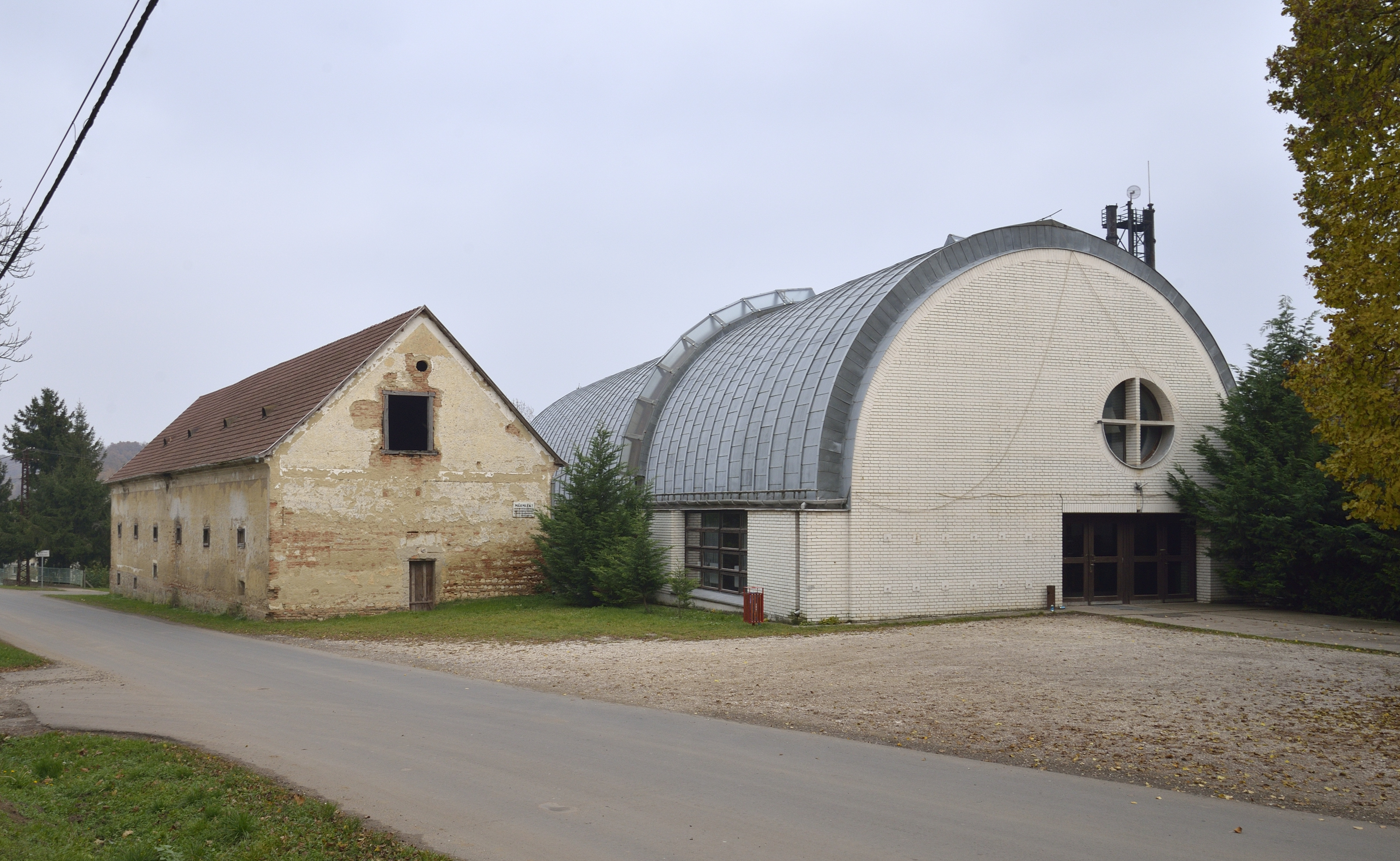
Kultúrház és faluközpont, Nézsa (részlegesen épült meg)
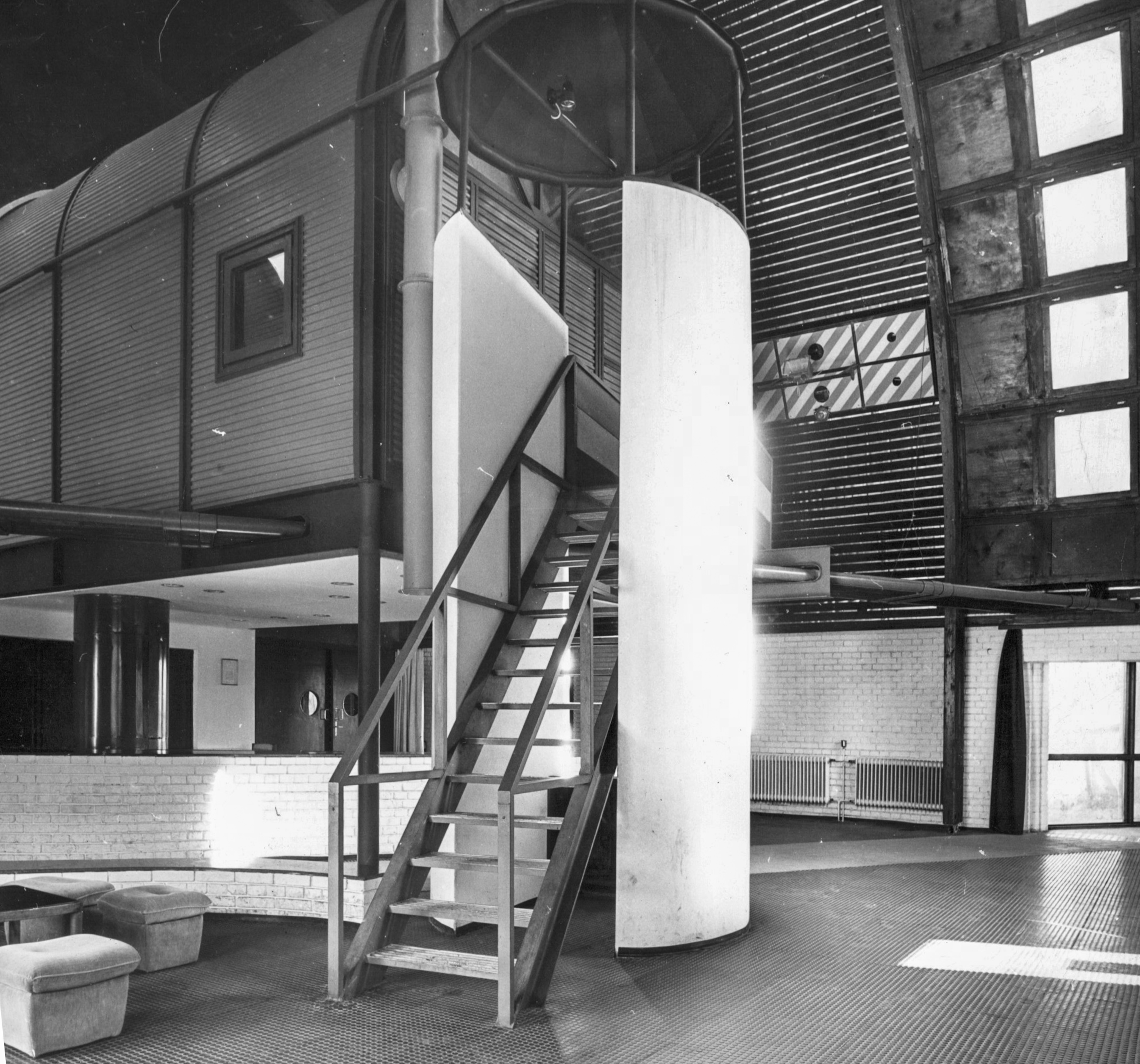
Kultúrház és faluközpont, Nézsa
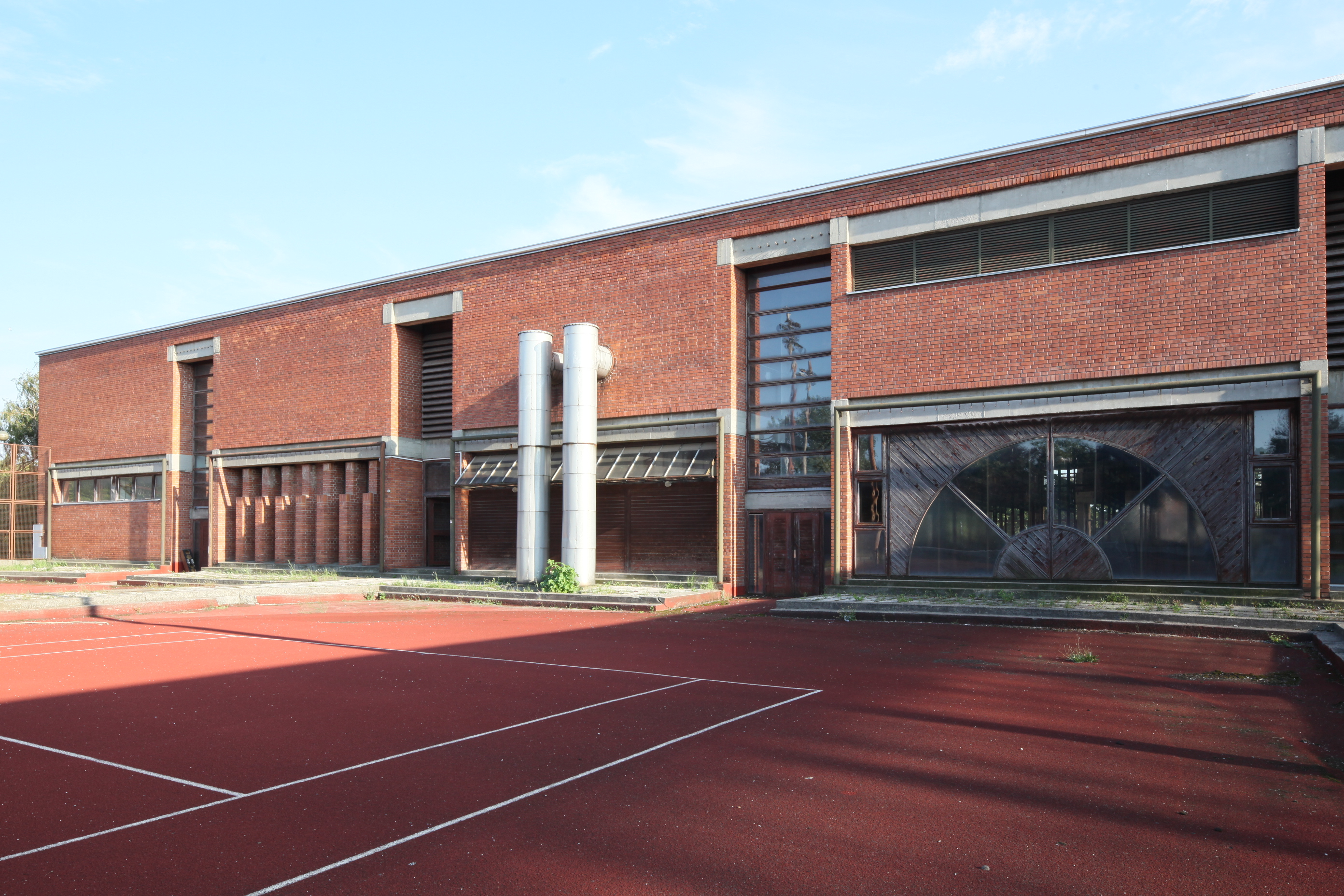
Videoton Oktatási és Sportközpont, Székesfehérvár (Fotó:Hajdú József)
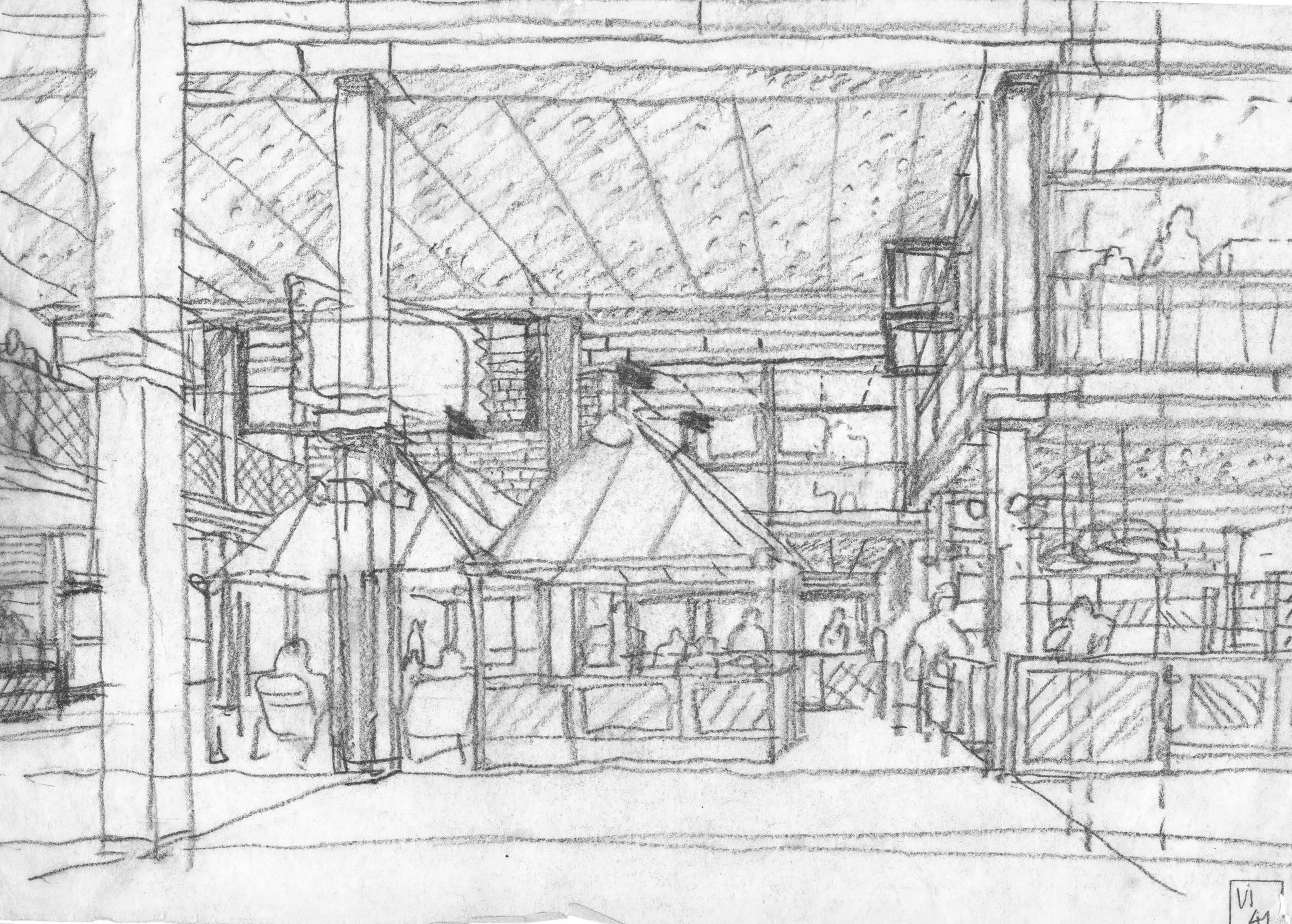
Videoton Oktatási és Sportközpont, Székesfehérvár (Reimholz Péter rajza)
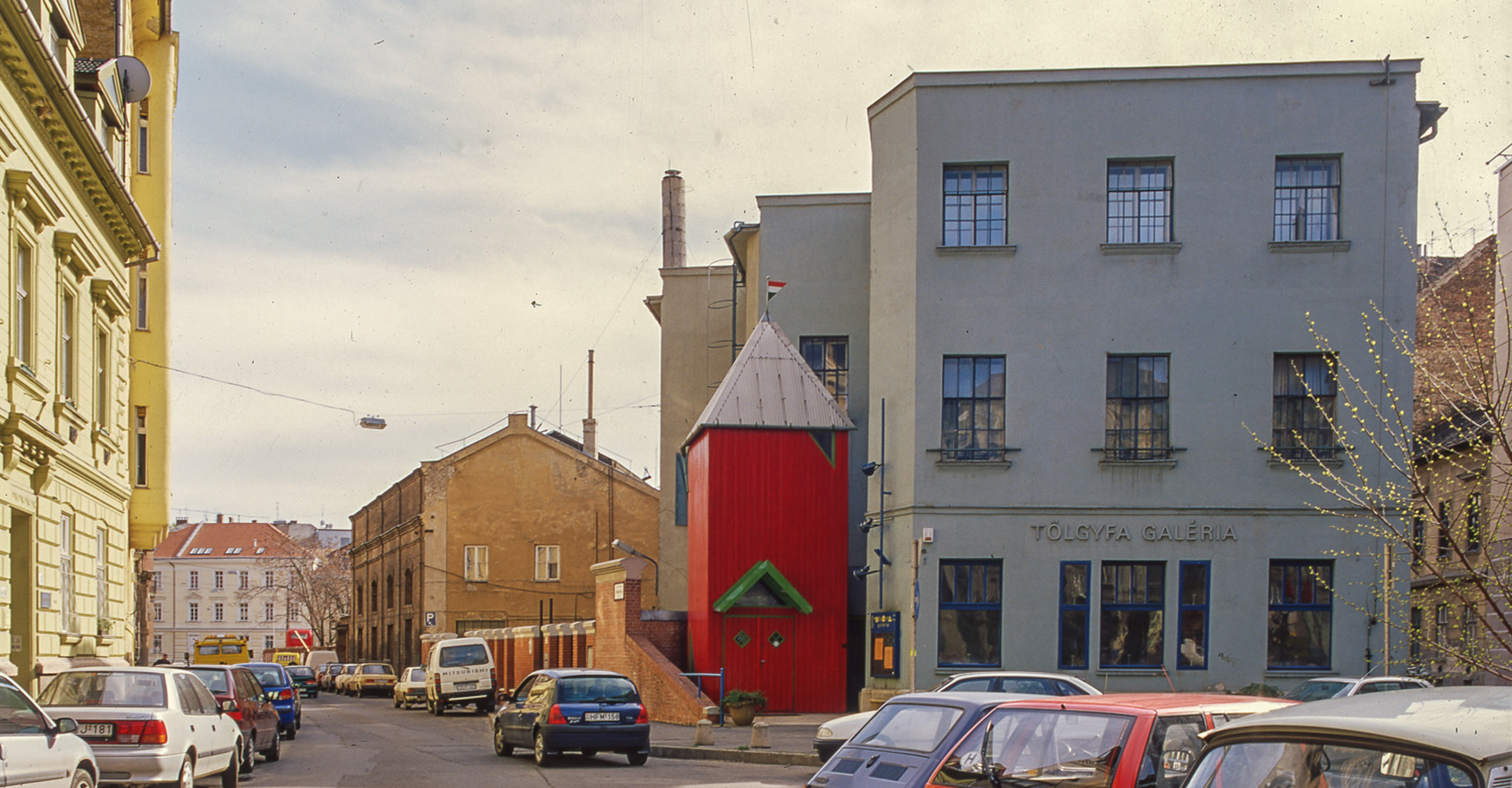
MIF-Tölgyfa Galéria bejárati épülete, Budapest (Fotó-Haider Andrea)
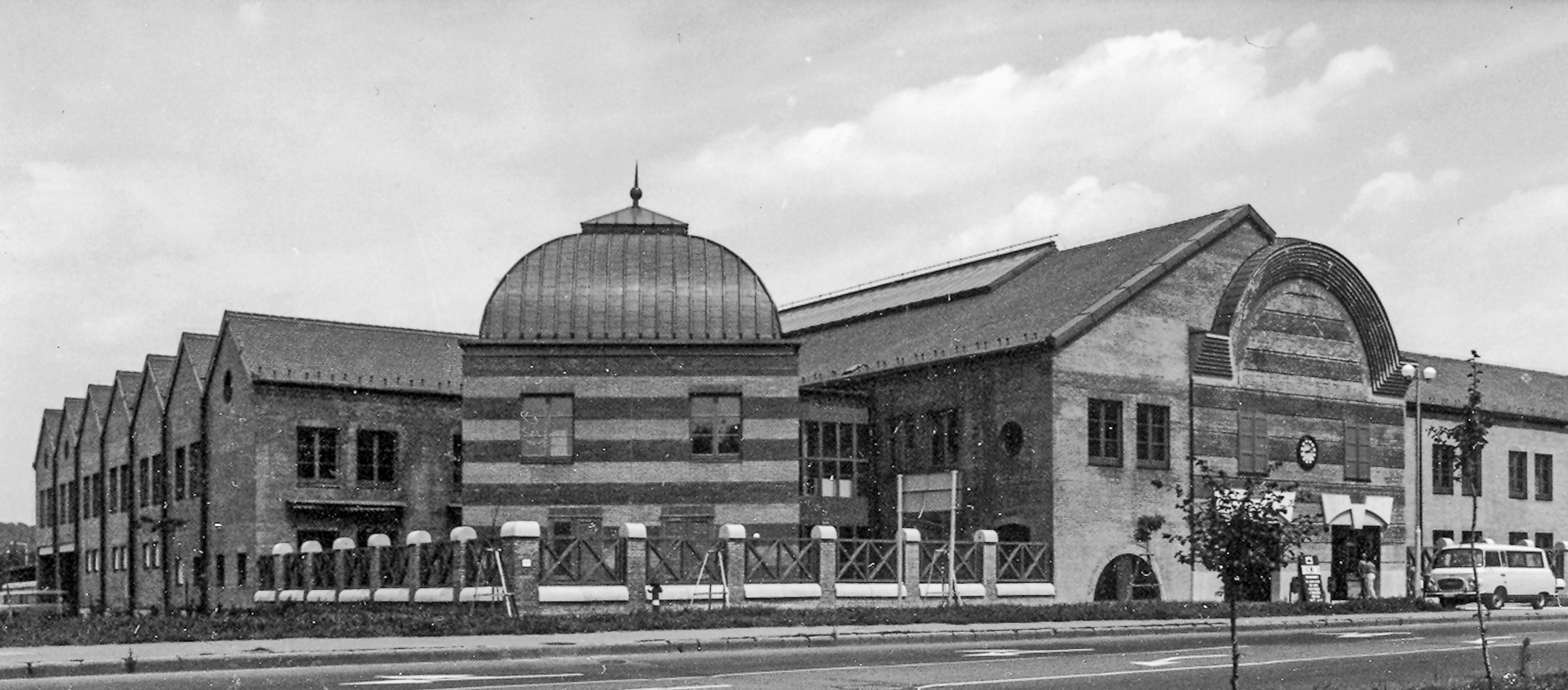
Művelődési Központ és Gimnázium, Balassagyarmat
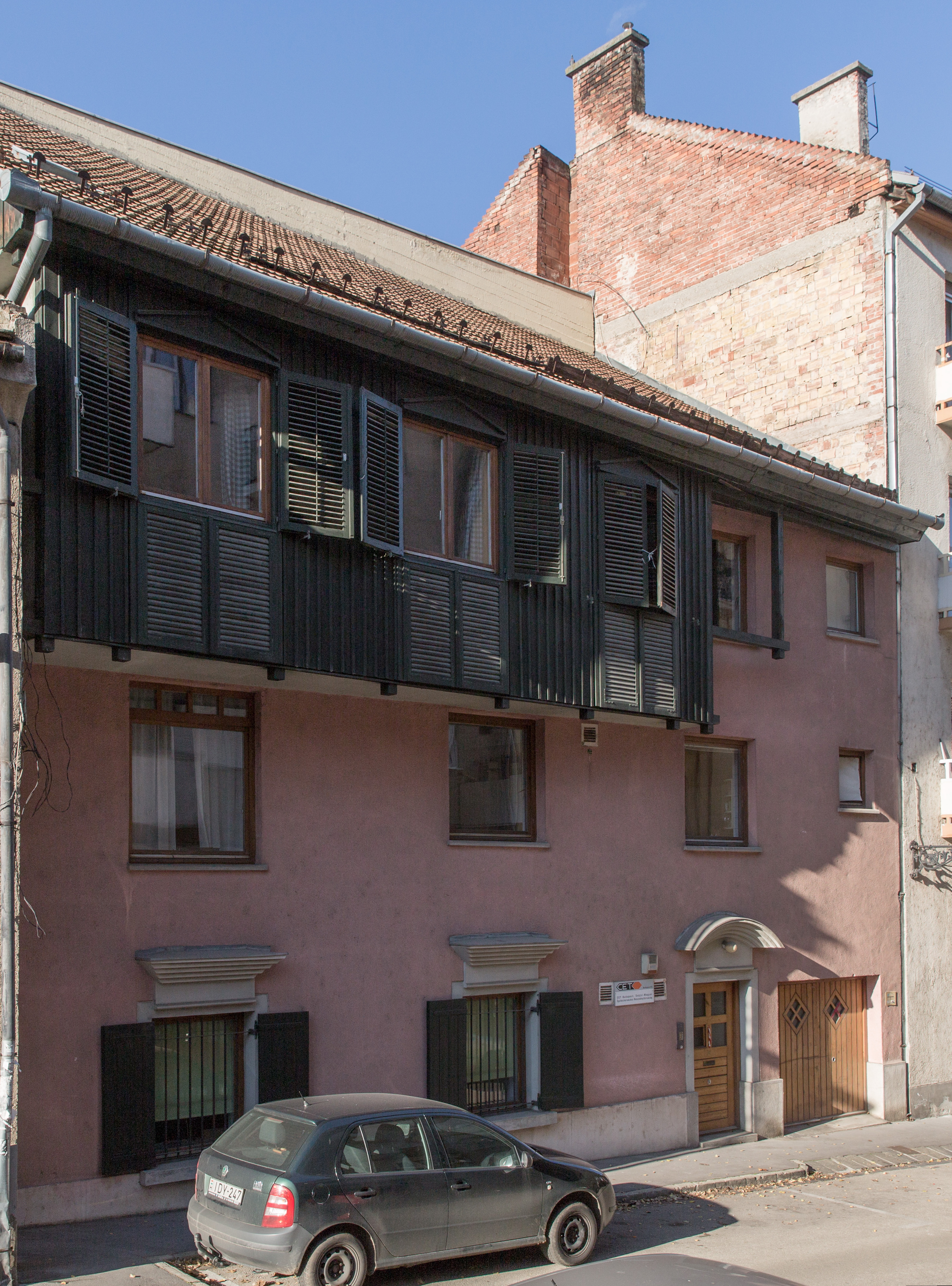
Saját házuk a Vároldalban (Csomay Zsófiával)
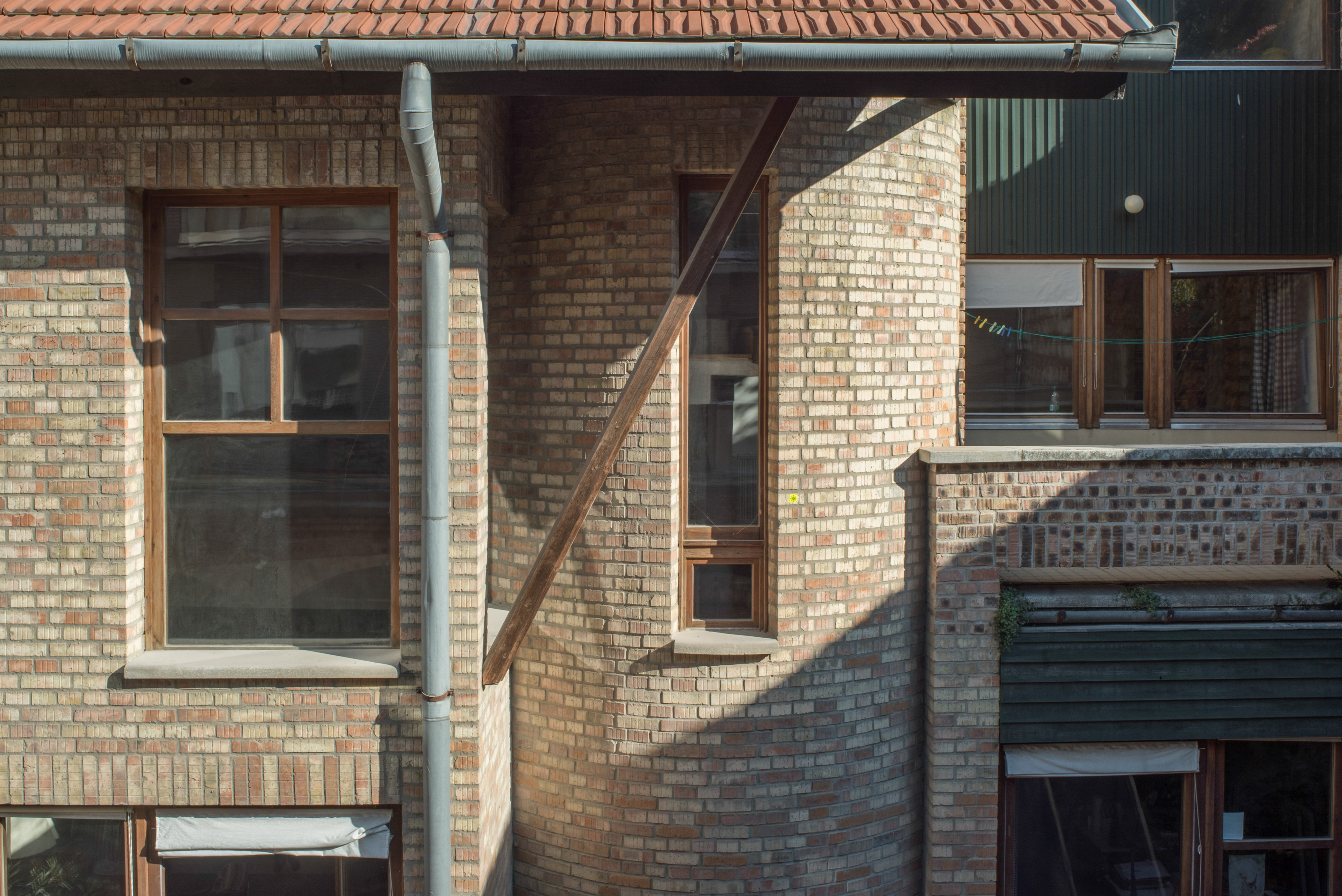
Saját házuk a Vároldalban (Csomay Zsófiával)
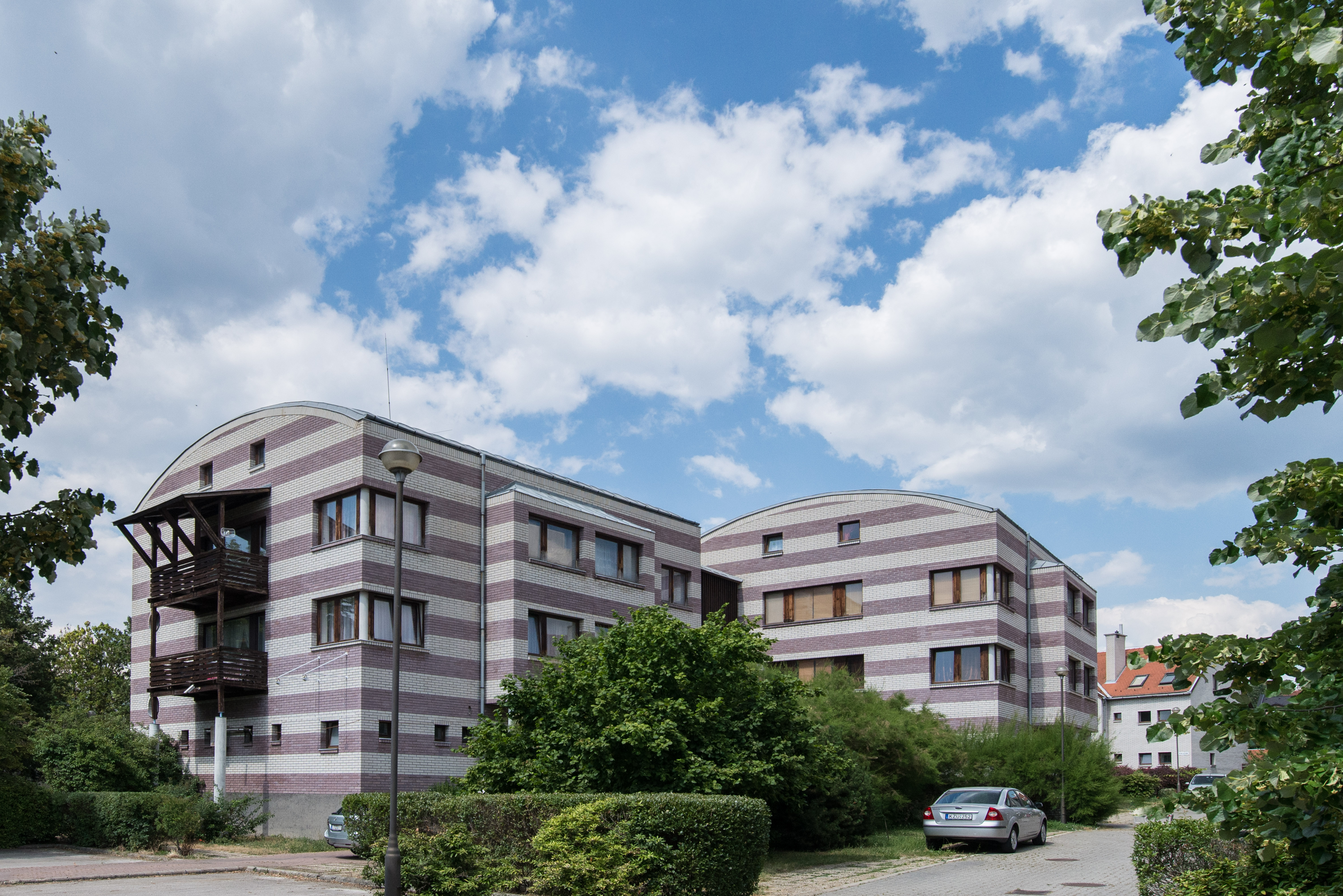
Székesfehérvár – Öreghegyi lakótelep
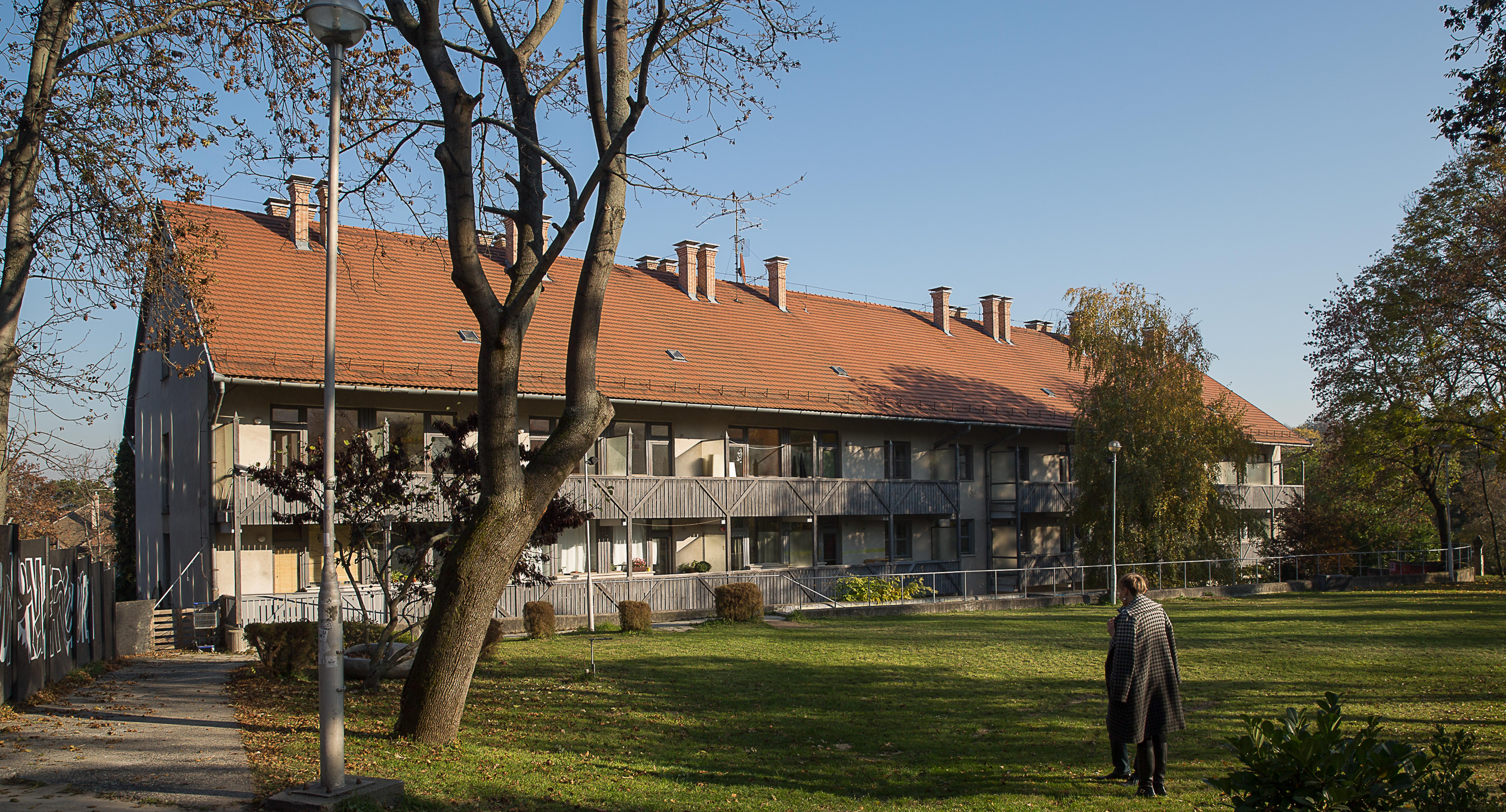
Magyar Iparművészeti Főiskola Kollégiuma – Budapest, Zugliget (Lebontva – 2019-ben)
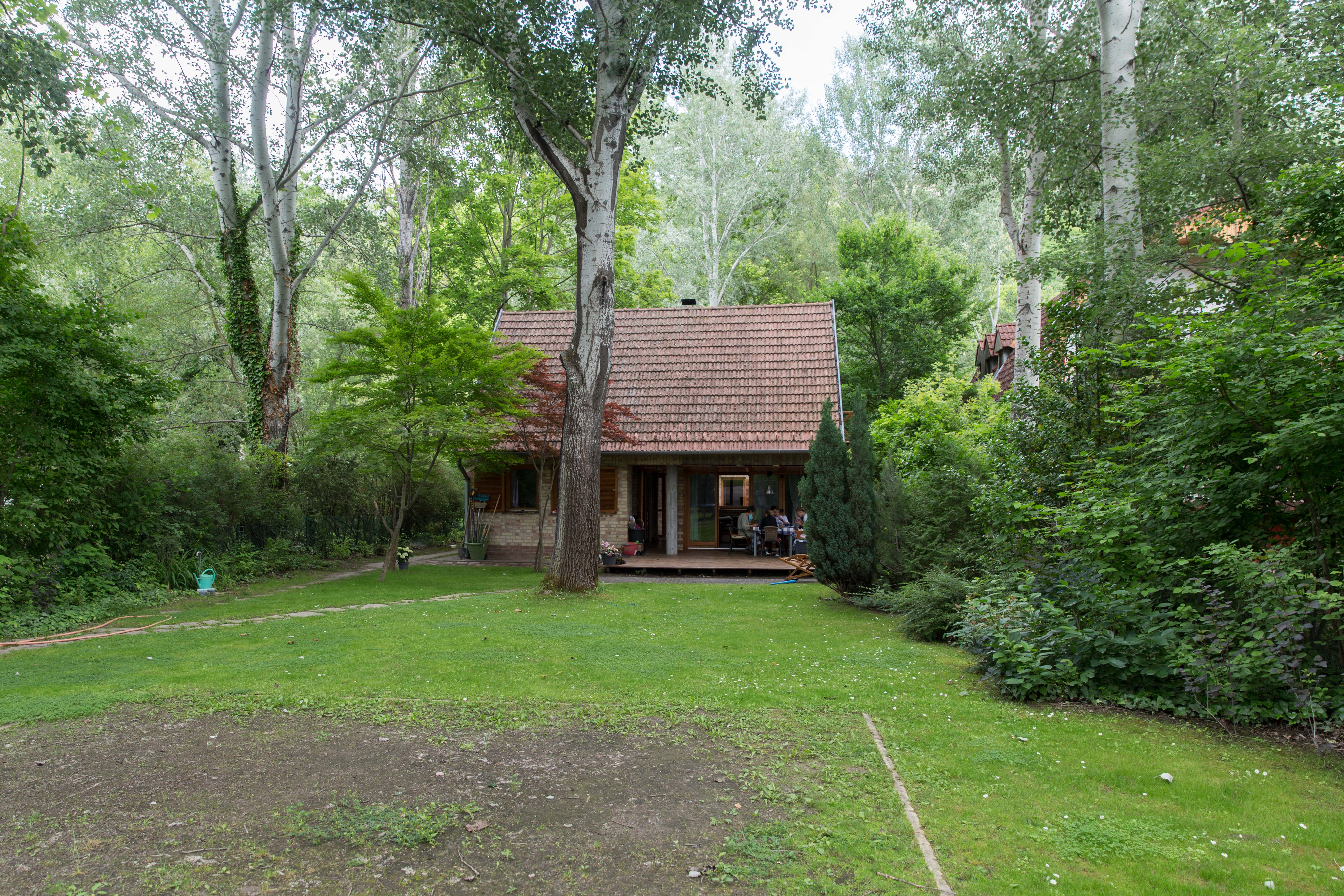
Nyaraló, Balatonakarattya (Csomay Zsófiával)
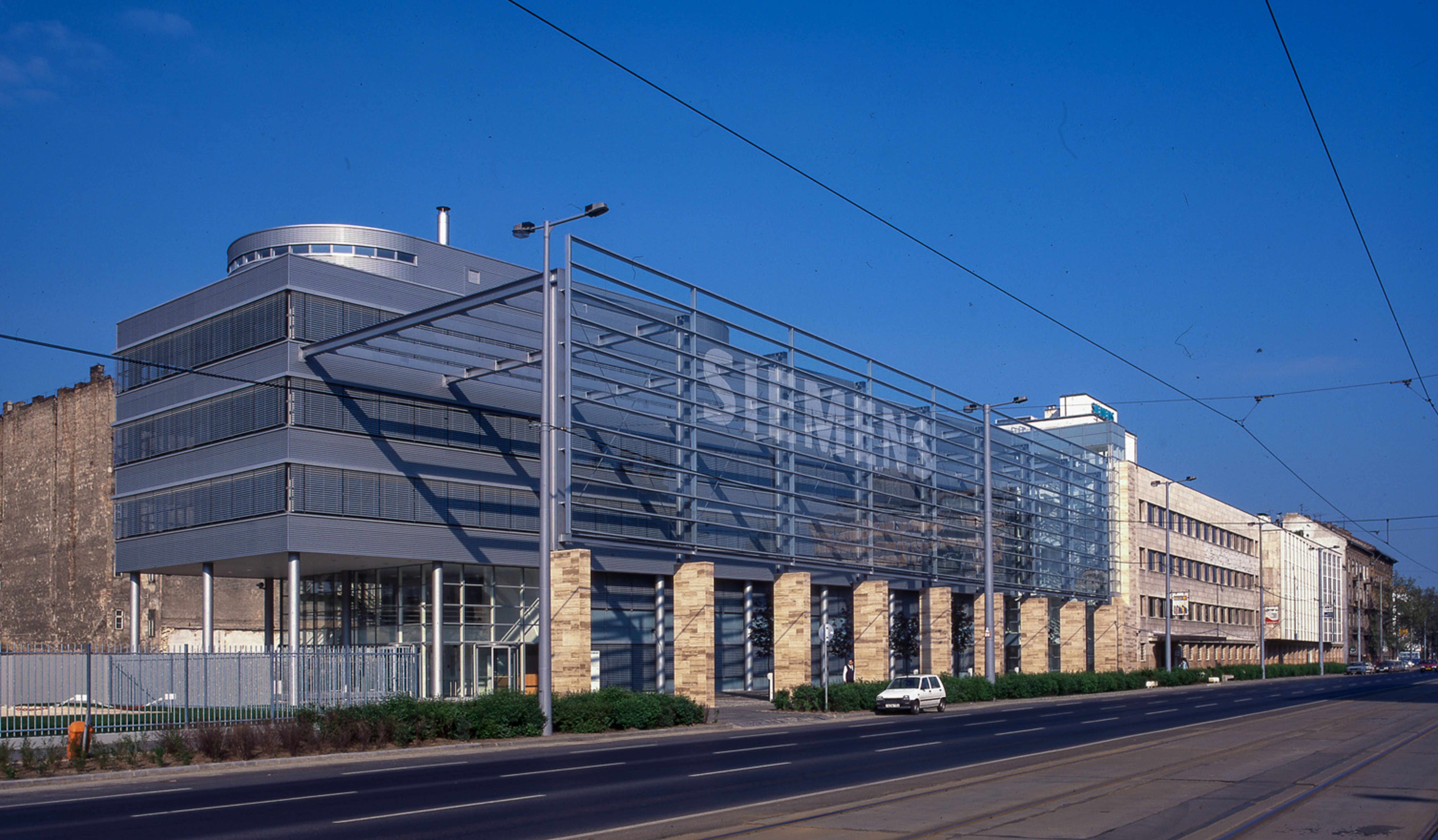
SIEMENS irodaház, Budapest, XIV. Hungária körút 128. (Lázár Antallal)
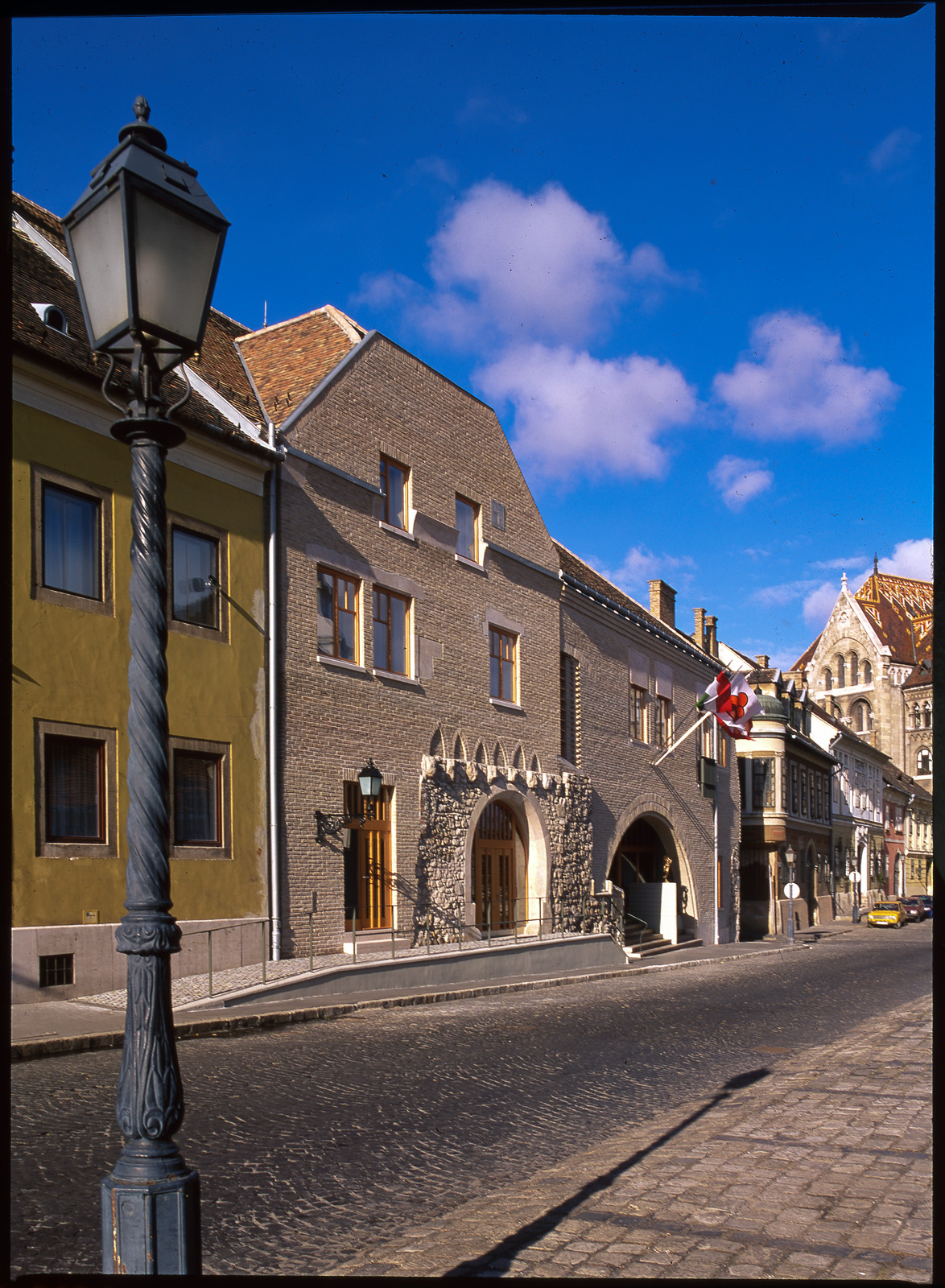
Hapimag Apartmanház a Budai Várban
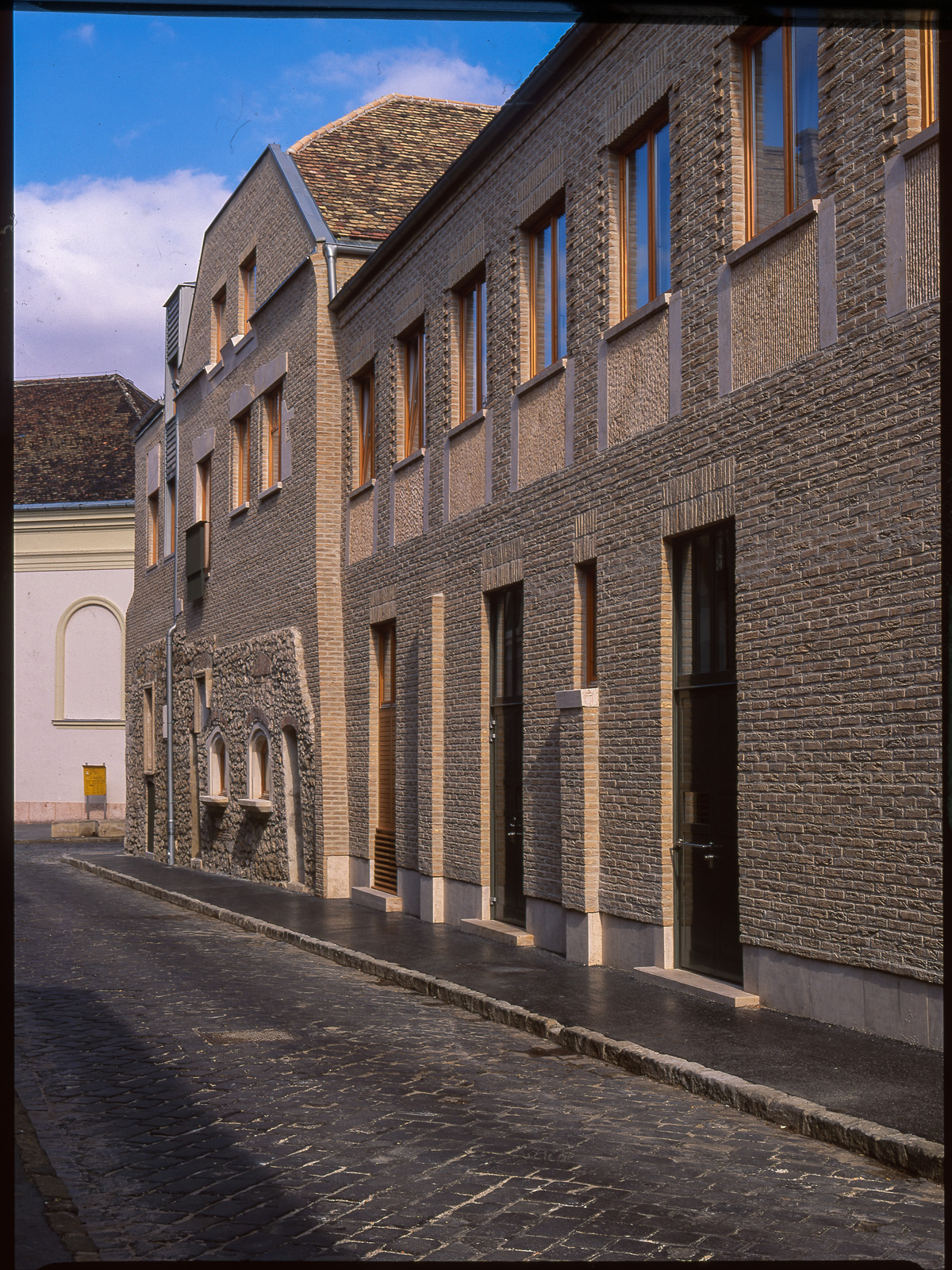
Hapimag Apartmanház a Budai Várban
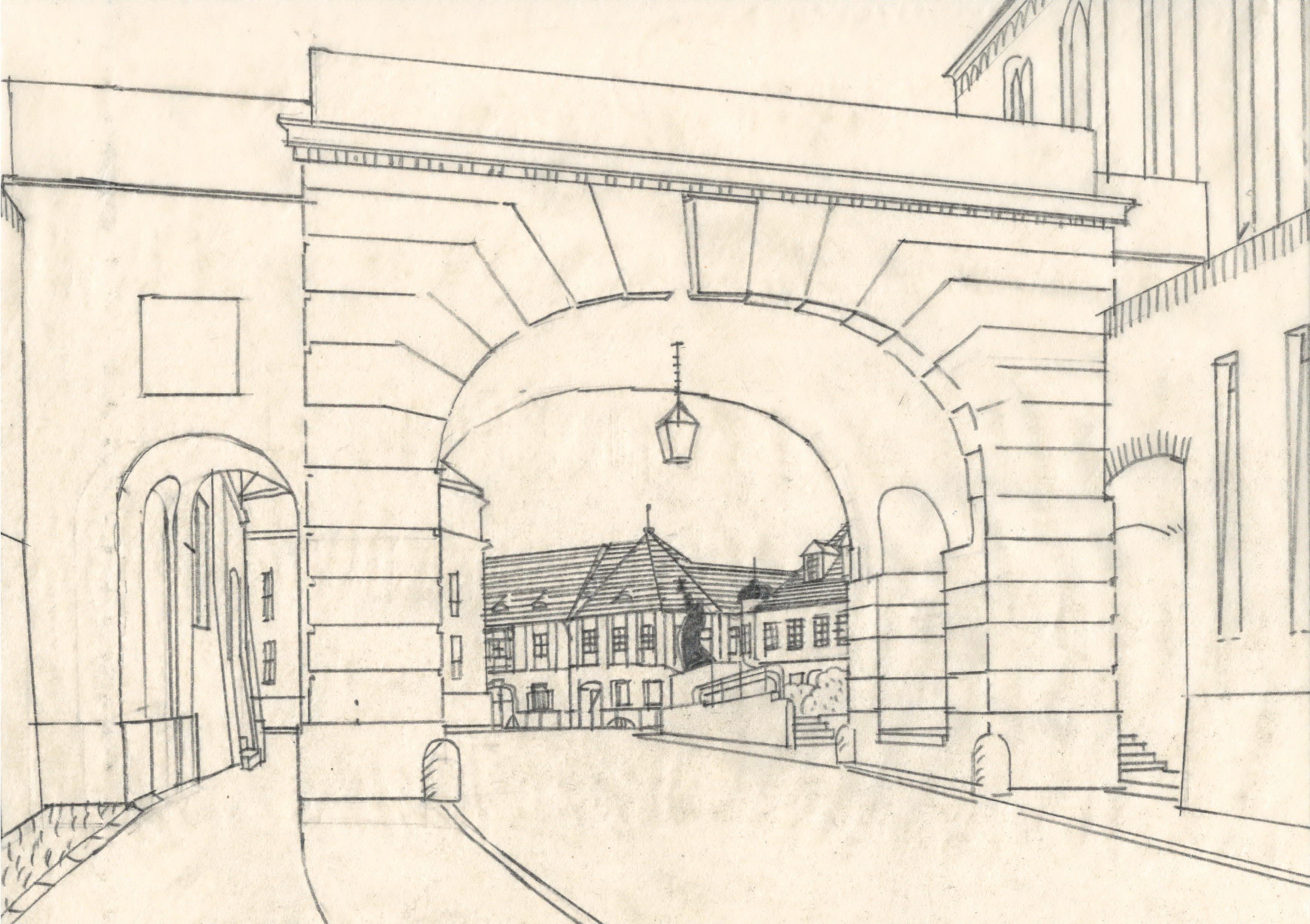
Hapimag Apartmanház a Budai Várban (Reimholz korábbi szabadkézi vázlata)
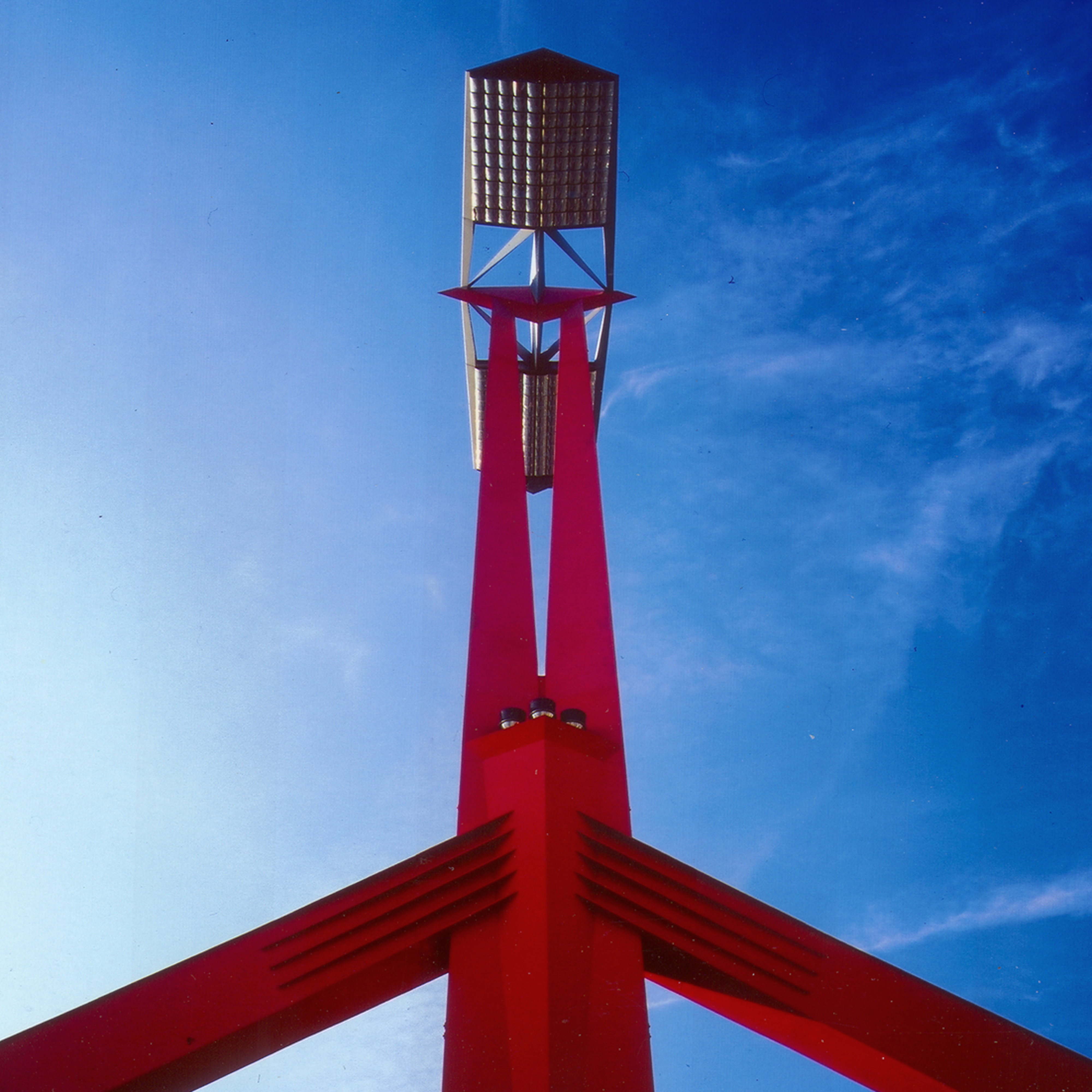
Lágymányosi híd pillérei és világítása (Hídmérnök dr Sigrai Tibor)
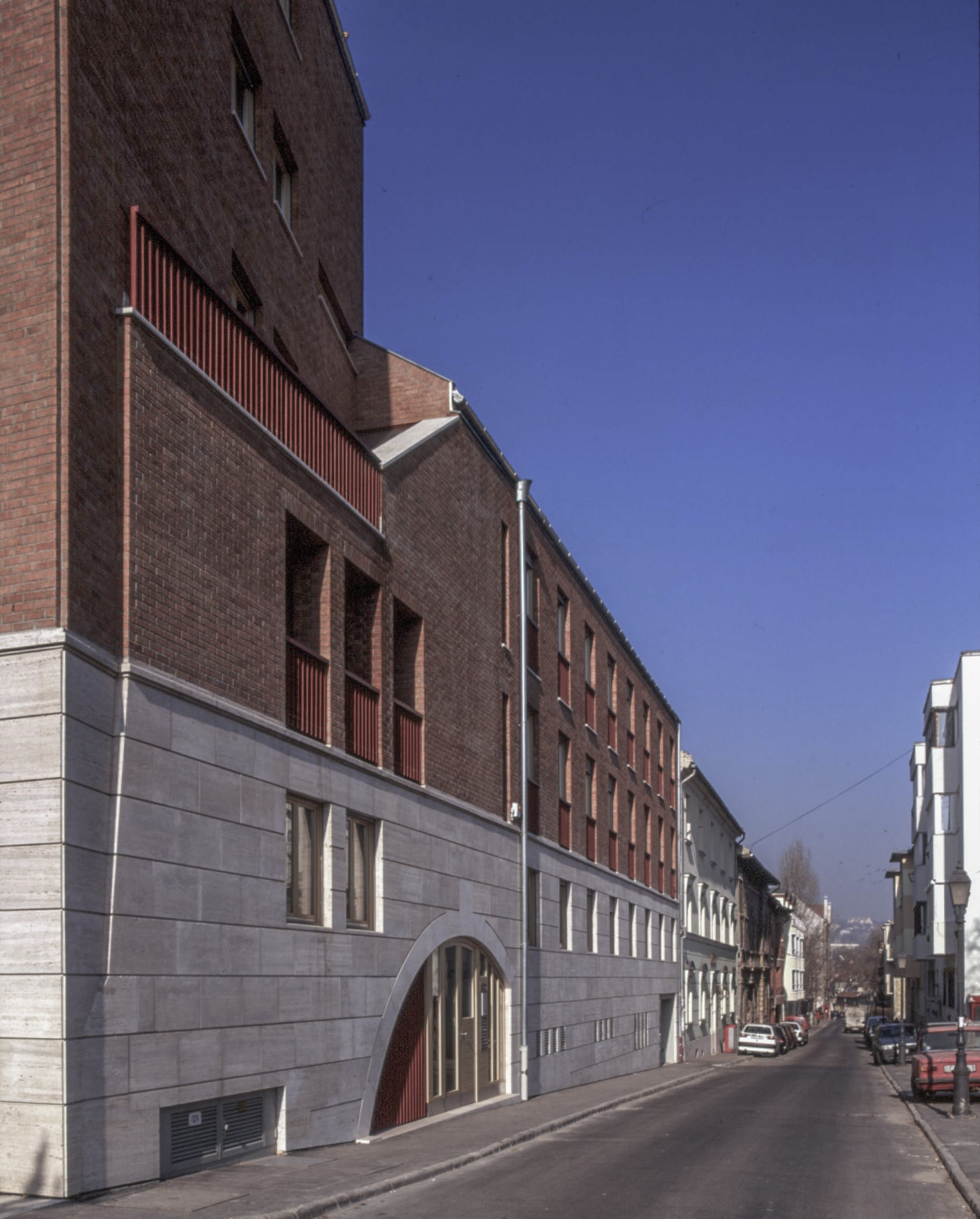
Raoul Wallenberg Vendégház a Vároldalban (Collegium Budapest) (Csomay Zsófiával)
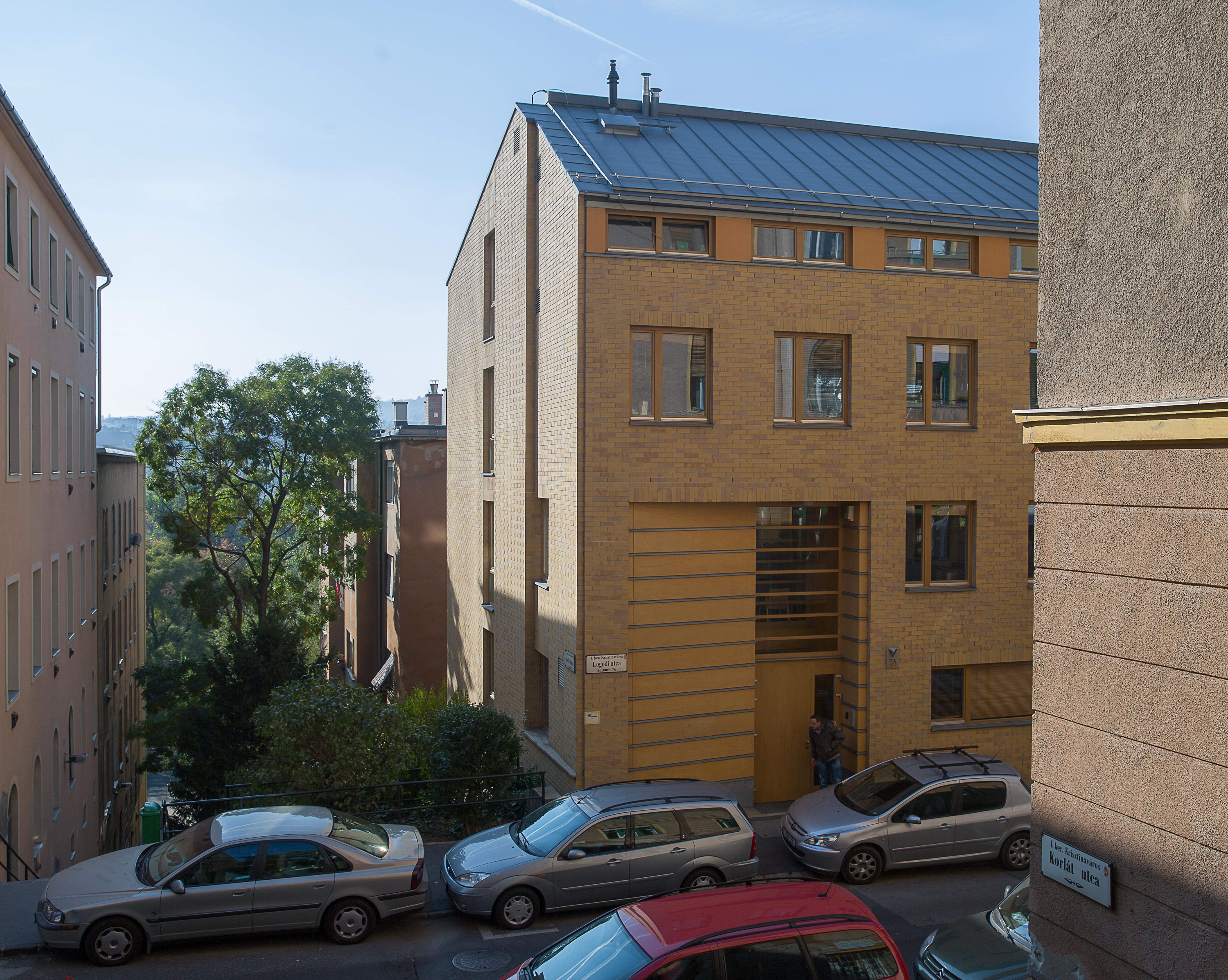
Logodi Center Irodaház, Budapest, I. Logodi utca 54
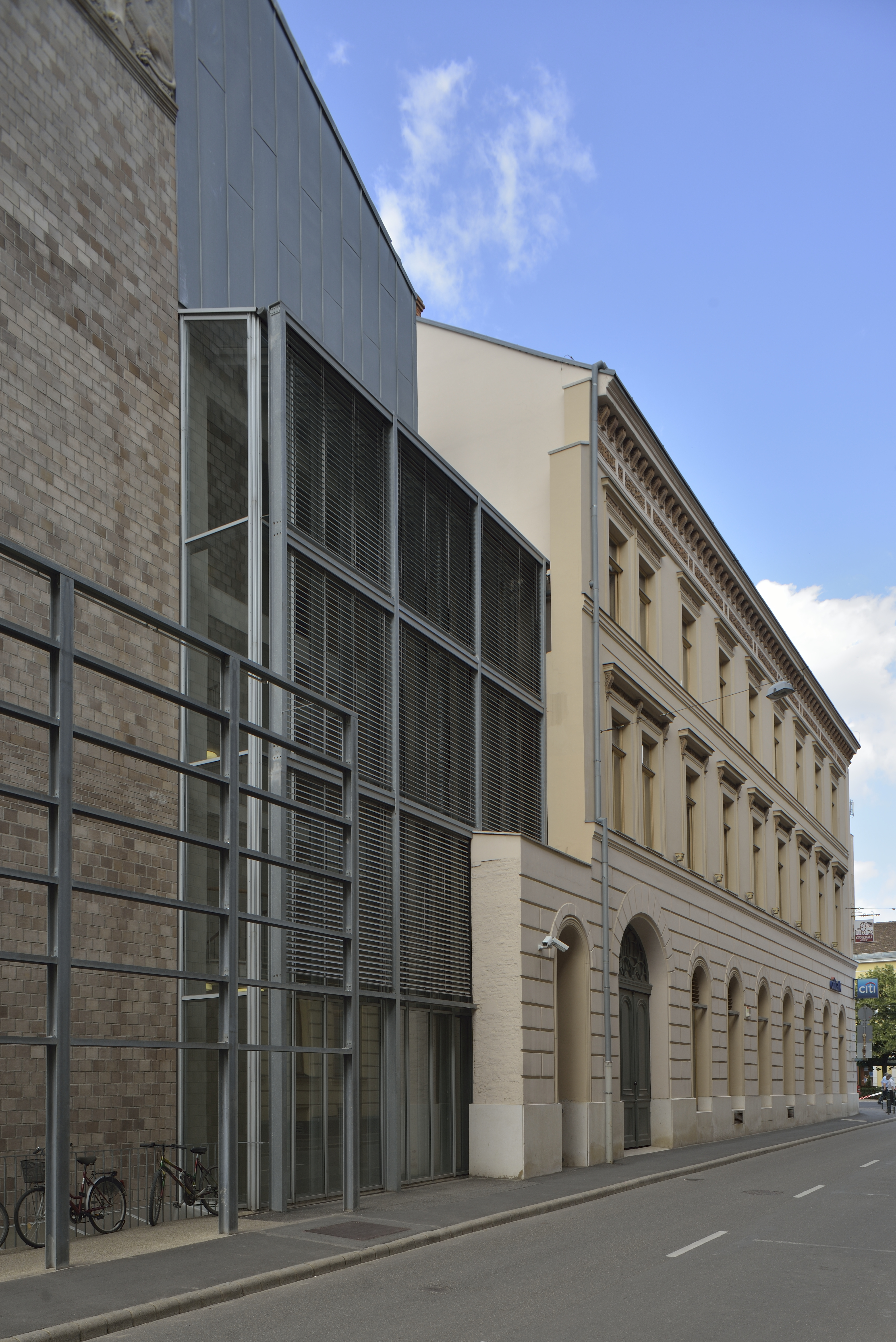
Generali Biztosító Irodaház, Debrecen, Piac u. 49
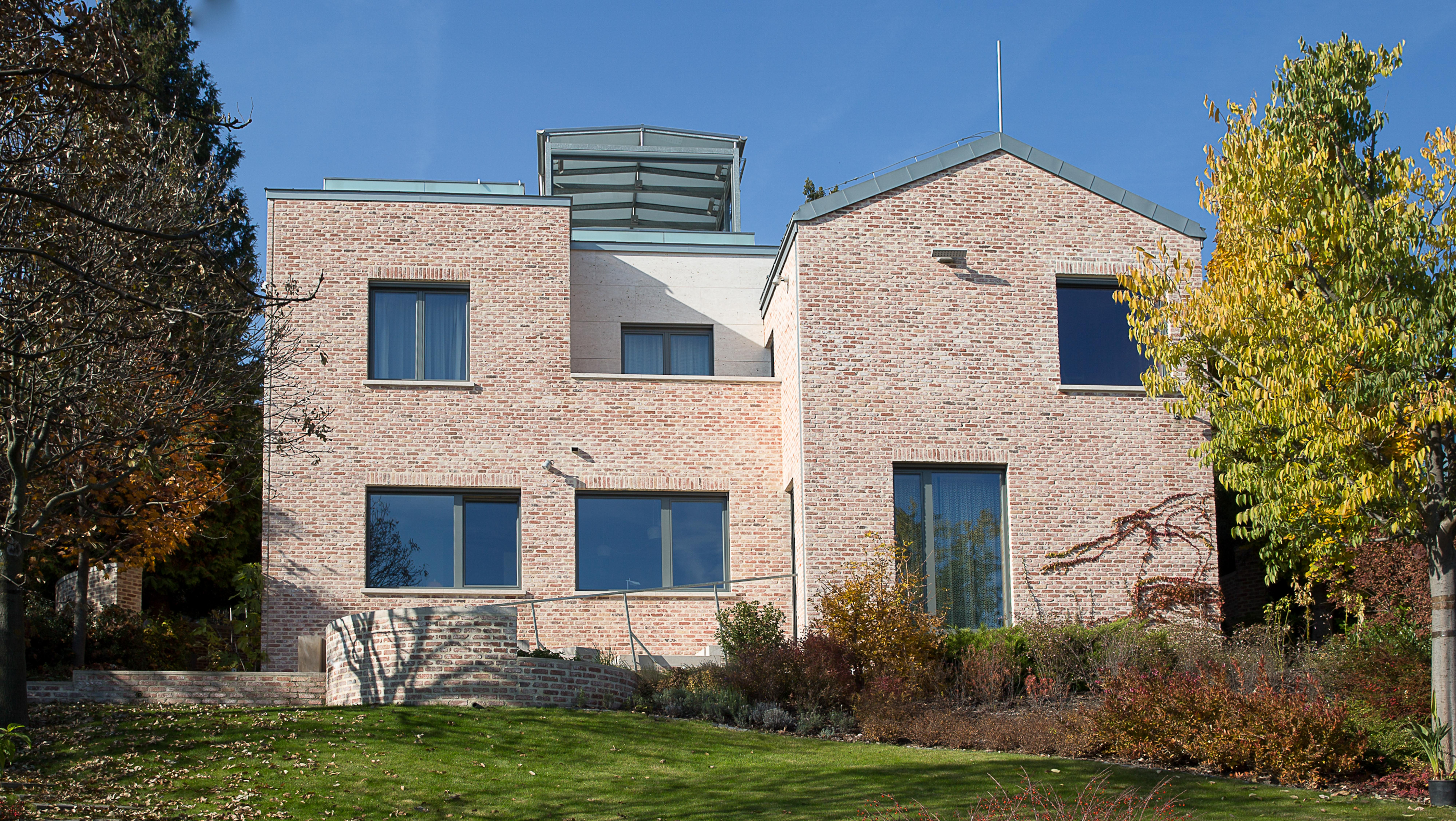
Családi ház, Budapest, III.kerület
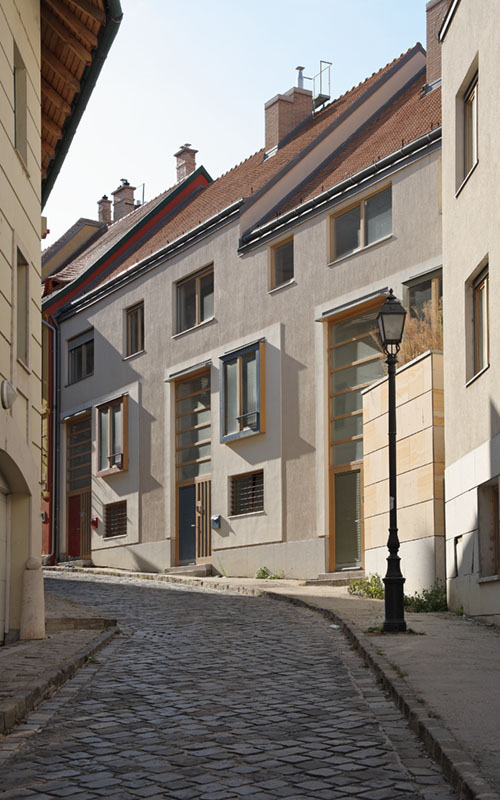
Lakóegyüttes a Vároldalban (Corvinus Palace) Budapest, I. Szalag utca 22-30.
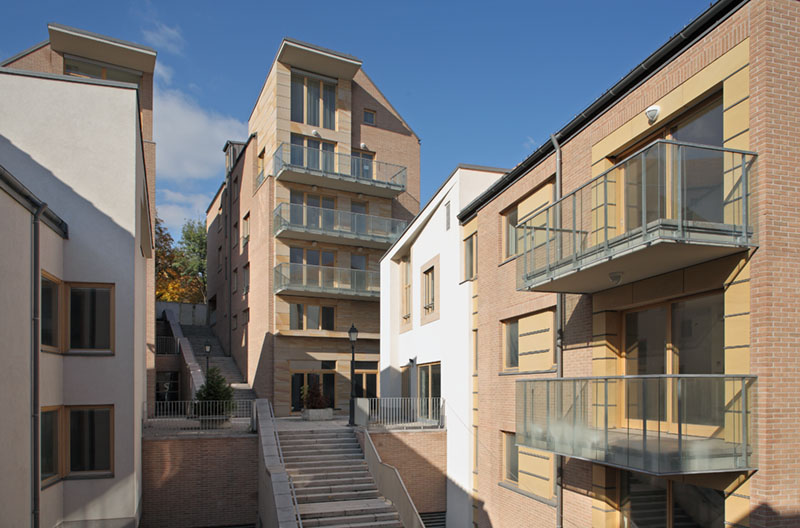
Lakóegyüttes a Vároldalban (Corvinus Palace) Budapest, I. Szalag utca 22-30.
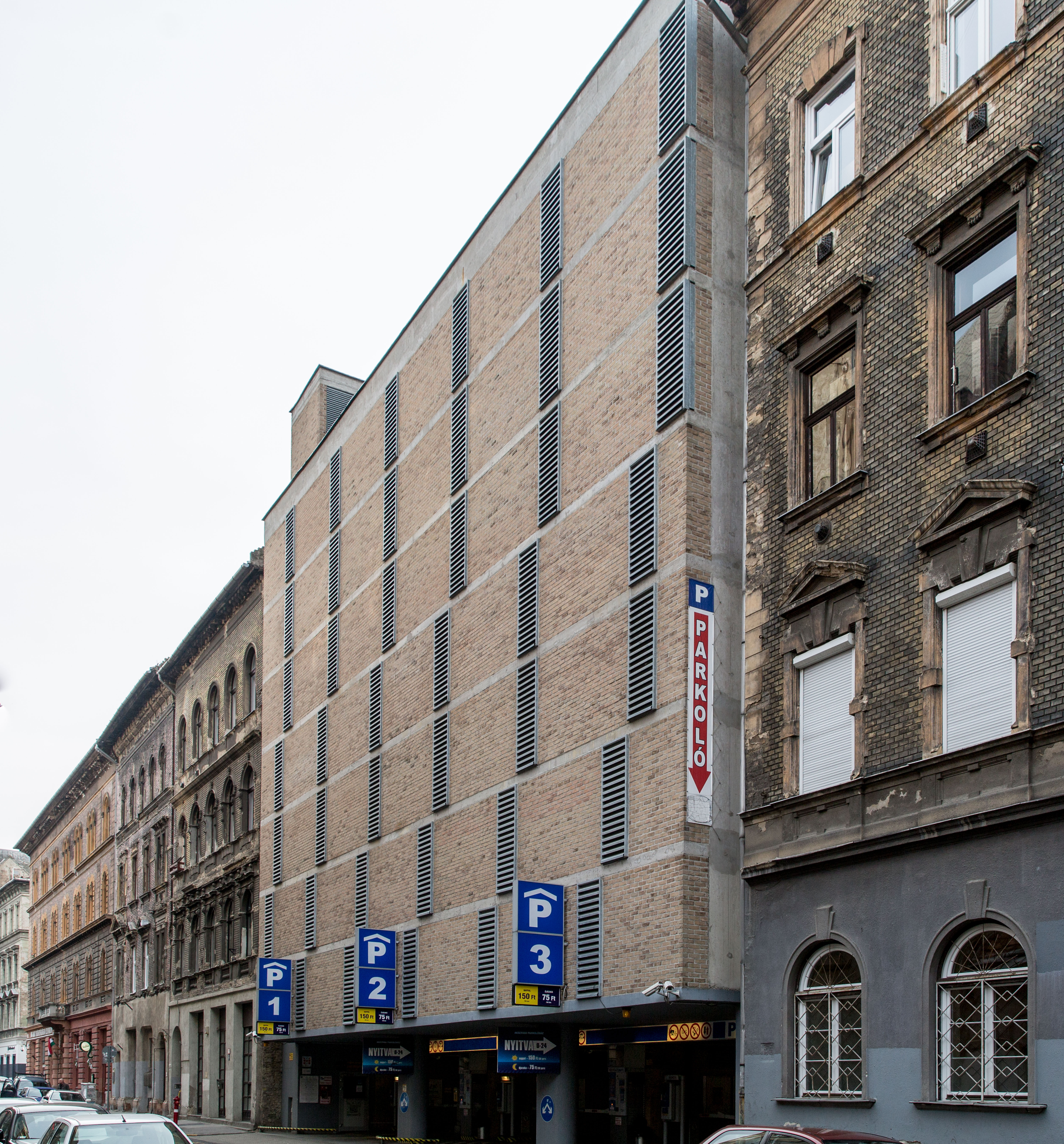
Parkolóház, Budapest, VII. Akácfa utca 60
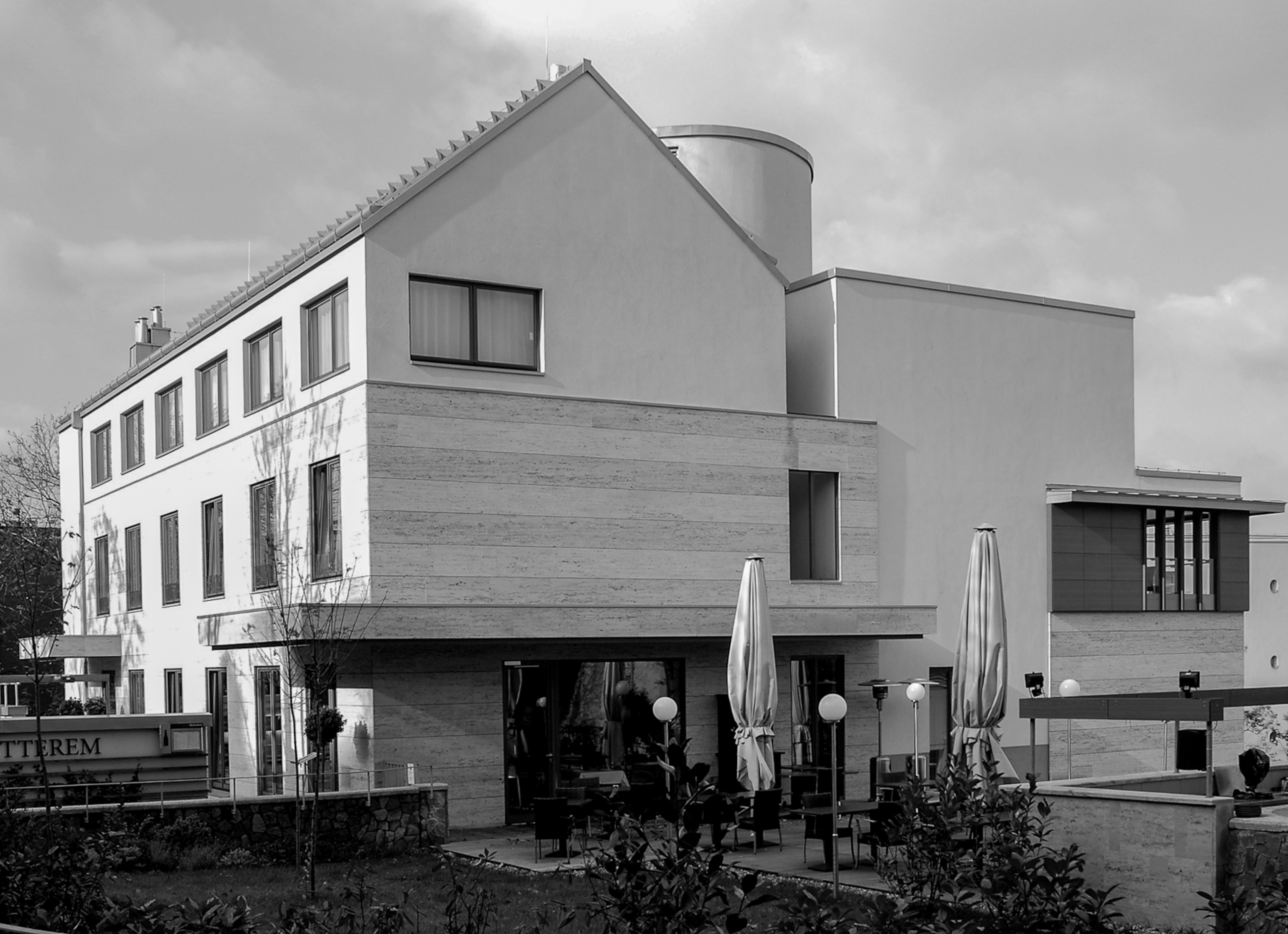
Szálloda a Vároldalban (Hotel Castle Garden) Budapest, I. Lovas út 41
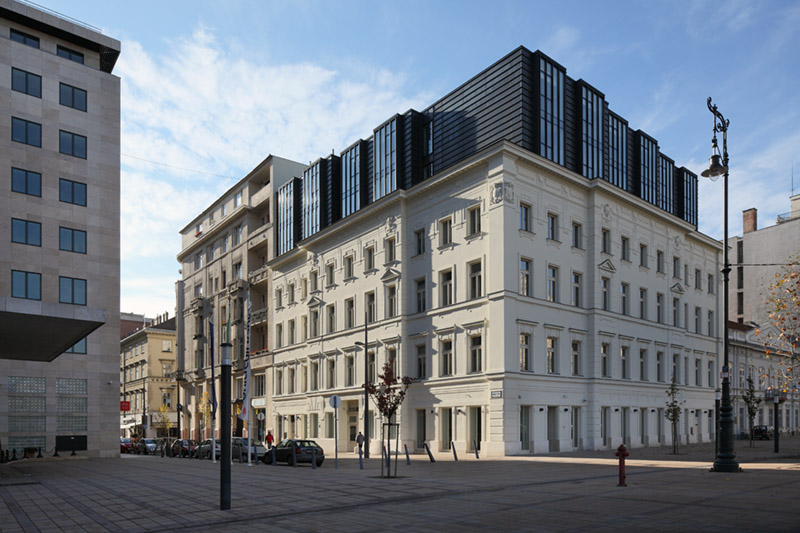
Szabadság téri szálloda (Iberostar Grand Hotel), Budapest